# Овечкин, Александр Михайлович
Алекса́ндр Миха́йлович Ове́чкин (род. 17 сентября 1985 года, Москва) — российский хоккеист, левый крайний нападающий и капитан клуба НХЛ «Вашингтон Кэпиталз». Обладатель Кубка Стэнли 2018. Трёхкратный чемпион мира (2008, 2012, 2014). Лучший снайпер в истории регулярных чемпионатов НХЛ.
Начал карьеру в московском «Динамо» в 16 лет. На драфте 2004 года выбран «Вашингтоном» под общим первым номером. В американском клубе провёл 20 сезонов, в 2010 году стал капитаном. В январе 2008 года подписал с «Вашингтоном» 13-летний контракт на 124 млн долларов, став первым хоккеистом, заключившим контракт более чем на 100 млн $.
Дебютировал в НХЛ в сезоне 2005/06, получив по итогам приз лучшему новичку — «Колдер Трофи». Девять раз завоёвывал приз лучшему снайперу — «Морис Ришар Трофи», по три раза получал призы самому ценному игроку — «Тед Линдсей Эворд» и «Харт Трофи» и один раз приз лучшему бомбардиру сезона — «Арт Росс Трофи». Восемь раз участвовал в матче всех звёзд НХЛ. В конце 2009 года вошёл в число 10 лучших игроков десятилетия в НХЛ. В 2017 году включён в списки 100 величайших хоккеистов за всю историю НХЛ и 25 лучших игроков по версии TSN в истории лиги.
В 2018 году привёл «Вашингтон» к первой в истории клуба победе в Кубке Стэнли, став самым ценным игроком турнира.
Один из трёх хоккеистов в истории НХЛ, кто смог забить 50 и более голов в девяти сезонах. Рекордсмен среди российских хоккеистов по количеству сыгранных матчей, заброшенных шайб и набранных очков в чемпионатах НХЛ. Его гол в ворота «Финикс Койотис» 16 января 2006 года признан лучшим в истории НХЛ по версии телеканала ESPN.
В сборной России дебютировал в 17 лет, став на тот момент самым молодым игроком в её истории. Участвовал в тринадцати чемпионатах мира, стал трёхкратным чемпионом мира (2008, 2012, 2014), также выступал на трёх Олимпийских играх (2006, 2010 и 2014).

## Юность
Родился 17 сентября 1985 года в Москве. Стал третьим ребёнком в семье, братьям было 13 и 15 лет. Мать — Татьяна Овечкина (род. 1950), заслуженный мастер спорта СССР по баскетболу. Выступала на позиции разыгрывающего защитника за московское «Динамо» и сборную СССР, в составе сборной стала двукратной олимпийской чемпионкой (1976 и 1980), чемпионкой мира, шестикратной чемпионкой Европы. Отец — Михаил Викторович Овечкин (1951—2023), — футболист, выступал за столичное «Динамо». «Мой отец был спортсменом, моя мать была великим спортсменом, так как же я мог не стать спортсменом?» — говорил Овечкин. Семья проживала по адресу Флотская улица, дом 50, квартира 100.
По рассказам Татьяны Овечкиной, интерес к хоккею стал проявляться у сына с самого детства. В возрасте двух лет он, гуляя с матерью по магазину игрушек, увидел хоккейную форму, которая настолько понравилась мальчику, что он не уходил от витрины, пока хоккейный комплект не был куплен. В 8 лет начал заниматься в хоккейной секции. В неё Овечкина привёл один из его старших братьев, Сергей. Родители были против увлечения сына хоккеем, считая этот вид спорта слишком травмоопасным. Также из-за высокой занятости они часто оказывались не в состоянии проводить сына до катка. Вскоре Овечкину и вовсе пришлось бросить занятия. Вернуть ребёнка в секцию родителей уговорил один из тренеров, разглядевший в Овечкине талант, и Сергей, видевший любовь брата к хоккею и поддерживавший его в этом начинании.
Любимыми командами Овечкина были «Питтсбург Пингвинз», которая в начале 1990-х годов находилась на подъёме, и московское «Динамо» (родители выступали за команды, находящиеся в системе этого клуба). Кумирами детства Овечкина были многолетний лидер «Питтсбурга» Марио Лемьё и Александр Мальцев, знаменитый игрок «Динамо» и сборной СССР.
Когда Александру Овечкину было 10 лет, в автомобильной аварии погиб его 25-летний брат Сергей. Именно Сергей привёл Александра в хоккей и поддерживал на первых порах. Александр тяжело переживал смерть брата. По словам друга Овечкина, хоккеиста Ильи Никулина, Александр был очень близок со своим братом и никогда не затрагивает тему его смерти в разговорах.
Вскоре Овечкин был приглашён в хоккейную школу московского «Динамо». В основном он работал над силовым катанием и техникой кистевого броска. Во всех детских командах «Динамо» он был одним из младших, но всегда лучшим игроком. В возрасте 12 лет побил рекорд Павла Буре, забив 59 шайб в чемпионате Москвы. В 2000 году был переведён во взрослую команду.

## Карьера

### Россия

#### «Динамо» (Москва)

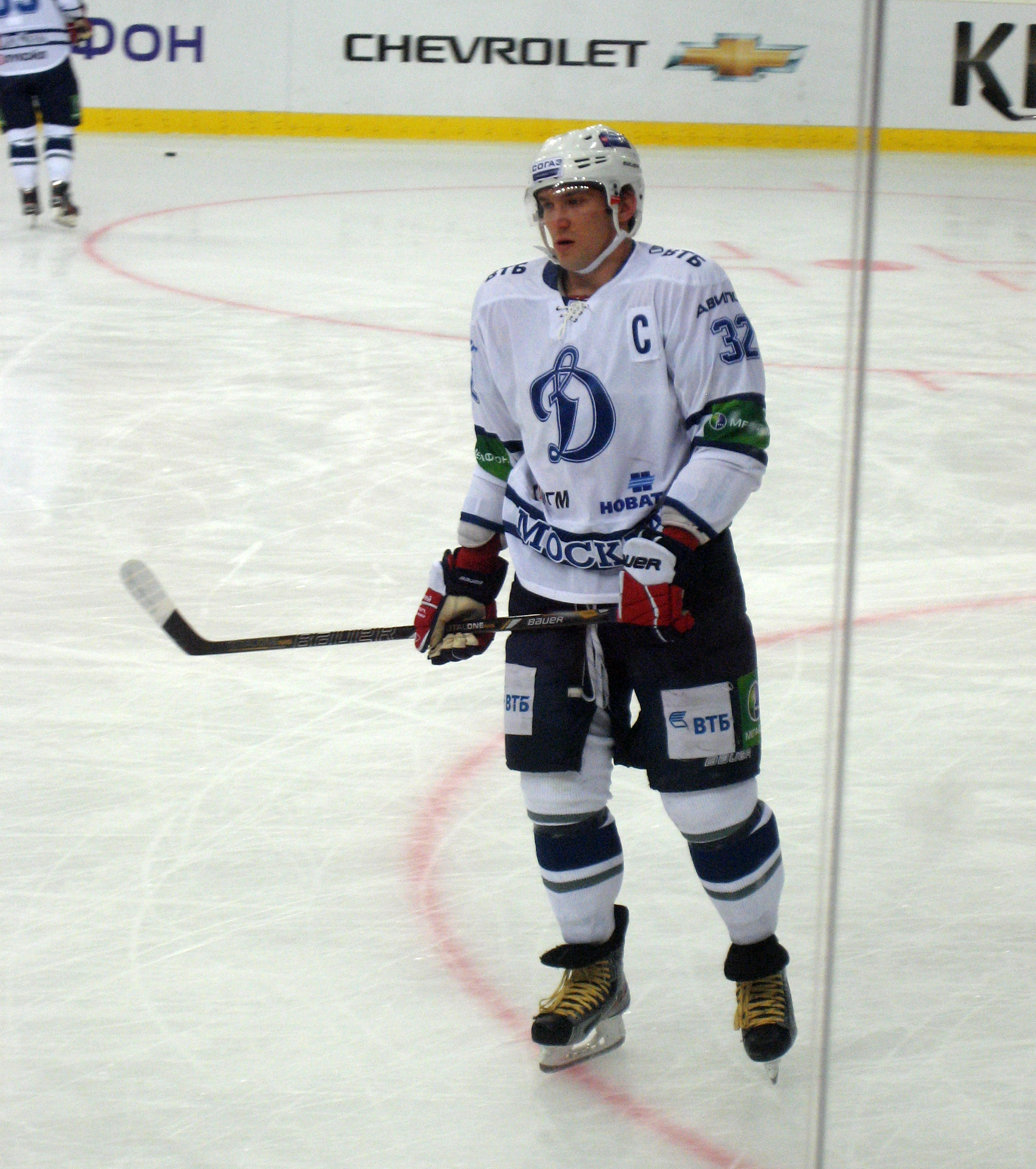
На время локаута в НХЛ в сезоне 2012/13, Александр Овечкин выступал за московское «Динамо»

Овечкин дебютировал в российской Суперлиге в 2001 году, в возрасте 16 лет. В своём первом сезоне он сыграл 22 матча, в которых забросил 2 шайбы, отдал 2 голевые передачи и появился на льду в трёх матчах плей-офф. В 2002 году Овечкин отправился в Словакию на чемпионат мира среди юниоров в составе сборной России, где стал с 18 очками самым результативным игроком.
В возрасте 17 лет Овечкин дебютировал и во взрослой сборной России на Кубке Чески Пойиштёвны, где забил одну шайбу, став самым юным хоккеистом, выходившим в составе сборной страны и самым молодым автором заброшенной шайбы.
В сезоне 2002/03 Овечкин провёл первый полный сезон за «Динамо», набрав 15 очков (8 шайб, 7 голевых передач), а его клуб вновь вышел в плей-офф и снова уступил в первом раунде. На драфте 2003 года Овечкина пытался заполучить клуб «Флорида Пантерз», но хоккеисту тогда ещё не было 18 лет и сделка не состоялась.
В следующем сезоне Овечкин был уже одним из ключевых игроков «Динамо». Он сыграл в 53 из 60 матчей и впервые преодолел 20-очковый рубеж (23 очка). По итогам сезона он был признан лучшим левым нападающим. Его команда, как и год назад, уступила в первом раунде плей-офф. 2004 год оказался очень насыщенным в плане игр за сборную. Овечкин сыграл за молодёжную сборную на Молодёжном чемпионате мира и за взрослую сборную на чемпионате мира и Кубке мира. Успехи молодого хоккеиста были замечены за океаном. На драфте 2004 года Овечкин был выбран под общим 1-м номером и мог оказаться в НХЛ уже в следующем сезоне, но из-за локаута остался в «Динамо».
Сезон 2004/05 стал последним и самым успешным для Овечкина за время его игры в Суперлиге. «Динамо», в котором из-за НХЛовского локаута в тот сезон играли Андрей Марков, Павел Дацюк и Максим Афиногенов, впервые за 5 лет стал чемпионом России. В плей-офф Овечкин сыграл все 10 матчей. Несмотря на то, что из-за травмы плеча, полученной в финале молодёжного чемпионата мира, Овечкин пропустил два месяца, он набрал на 4 очка больше, чем в прошлом сезоне. Также в 2005 году Овечкин выиграл две международные награды — серебро молодёжного чемпионата мира и бронзу взрослого.

#### «Дело Овечкина»
По окончании сезона у Овечкина закончился контракт с «Динамо». Москвичи рассчитывали продлить соглашение с хоккеистом, для того, чтобы получить денежную компенсацию, в случае переезда игрока в НХЛ, где он уже был выбран «Вашингтоном» на драфте 2004 года. В то же время Овечкину было сделано контрактное предложение от омского «Авангарда». Предложение омичей, по которому Овечкин получил бы 1,8 миллионов долларов за сезон, было значительно выгодней, чем аналогичное предложение от «Динамо».
Овечкин принял предложение «Авангарда» и подписал с клубом предварительный контракт. По правилу, введённому в межсезонье, чтобы оставить за собой права на хоккеиста, «Динамо» должно было повторить контракт «Авангарда». Динамовцы сумели это сделать, после чего разбирательство между клубами зашло в тупик. Ситуация осложнялась тем, что «Авангард» был согласен отпустить Овечкина в НХЛ без компенсации, а «Динамо» требовало с «Вашингтона» 2 миллиона долларов. Также хоккеист заявлял, что «Динамо» имеет перед ним задолженности по зарплате. Конфликт, названный СМИ «Делом Овечкина», должен был решиться в арбитражном суде 2 августа 2005 года. Но прежде, 20 июля, Овечкин заявил, что будет играть за «Вашингтон» и сразу после окончания локаута подпишет с клубом контракт. 9 августа суд вынес вердикт, согласно которому все права на хоккеиста принадлежат «Динамо». Сам Овечкин заявил, что в Москву не вернётся и уедет играть за океан. После того как Овечкин окончательно определился с решением уехать в НХЛ, «Авангард» отказался от дальнейших споров и представитель омичей в суде не появился. В итоге Овечкин всё-таки уехал в НХЛ и 5 октября 2005 года дебютировал в «Вашингтоне». «Динамо» неоднократно высказывало претензии к американскому клубу, но позже суд Вашингтона признал несостоятельность доводов москвичей и «Дело Овечкина» было официально завершено.

### НХЛ

#### Дебют и первые годы в НХЛ (2005—2007)
Овечкин мог бы быть выбран ещё на драфте 2003 года. Интерес к хоккеисту проявляла «Флорида» и хотела выбрать Овечкина в 9-м раунде под общим 265-м номером. Однако до драфта в том году допускались игроки, родившиеся до 15 сентября 1985 года, а Овечкин родился 17 сентября. Генеральный менеджер «Флориды» Майк Кинан попытался обойти правила, заявив, что из-за четырёх високосных годов Овечкину исполняется 18 лет не 17, а 13 сентября, следовательно он может быть выбран. Однако «Флорида» не успела обратиться к руководству НХЛ со своим требованием, и драфт хоккеиста был отложен на год. Овечкин уверенно занимал первое место в европейском рейтинге форвардов, опубликованном скаутами НХЛ в преддверии драфта 2004 года. «Вашингтон Кэпиталз», имеющий право первым выбирать новичка, имел около 15 предложений от клубов НХЛ, желающих задрафтовать россиянина, но генеральный менеджер «Кэпиталз» Джордж Макфи оставил право выбрать Овечкина за собой. Тем самым он дал понять, что в ближайшие годы команда будет строиться вокруг Овечкина (за несколько лет до этого «Вашингтон» проводил аналогичную политику в отношении Яромира Ягра, но неудачно). Как и ожидалось, Овечкин был выбран под первым номером, став вторым после Ильи Ковальчука российским хоккеистом, удостоенным этой чести. После завершения локаута Овечкин подписал контракт с «Вашингтоном». Хоккеисту предложили максимально возможную для новичка зарплату — с учётом бонусов он мог бы заработать за сезон 3,85 млн долларов.
Овечкин выбрал игровой номер 8, потому что под этим номером играла его мать Татьяна Овечкина, когда дважды становилась Олимпийской чемпионкой по баскетболу.

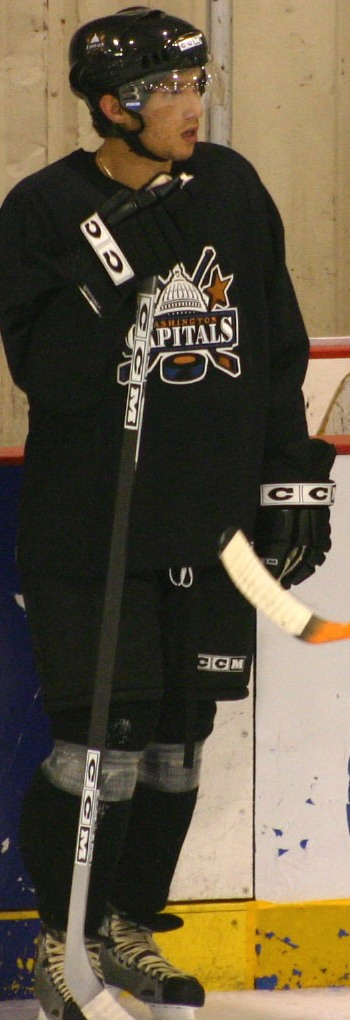
Александр Овечкин в тренировочном лагере 2005 года

Овечкин дебютировал в НХЛ 5 октября 2005 года в матче с «Коламбус Блю Джекетс», в котором сделал дубль и помог «Вашингтону» победить. Также 5 октября дебютировал другой перспективный хоккеист, первый номер драфта 2005 года Сидни Кросби. Именно он стал в дальнейшем главным конкурентом Овечкина за звание лучшего новичка лиги. Овечкин набирал очки в первых 8 матчах своего первого сезона (6 голов + 4 паса), установив тем самым рекорд для новичков. В декабре он был впервые признан «новичком месяца» и уже к тому времени стал называться фаворитом в борьбе с Кросби за «Колдер Трофи». В 12 матчах декабря Овечкин набрал 19 очков. Всего же в первой половине сезона 2005/06 на счету Овечкина было 49 очков (25 шайб и 24 голевые передачи). Больше него из россиян набрал только Илья Ковальчук.
13 января в матче против «Анахайм Дакс» Овечкин сделал свой первый хет-трик. В следующей игре 16 января он забил шайбу в ворота «Финикс Койотис», которая многими журналистами и болельщиками называлась одной из красивейших в истории НХЛ. Овечкин отобрал шайбу на правом фланге и сблизился с защитником «Финикса» Полом Марой. Мара толкнул Овечкина в грудь. Он упал на лёд, но успел перевернуться, обвести клюшку вокруг головы и, одной рукой, почти с нулевого угла забить шайбу. «Он сделал не гол, а шедевр, который лишний раз доказал, как хорош этот парень», — сказал наставник «Финикса» Уэйн Гретцки после матча. По итогам января Овечкин второй раз подряд стал «новичком месяца». Также в январе Овечкин дважды признавался «лучшим игроком недели». В начале февраля Овечкин получил растяжение паха, из-за чего пропустил матч с «Нью-Йорк Айлендерс» и мог остаться без первой в своей жизни Олимпиады. Но травма оказалась не такой серьёзной, и Овечкин всё-таки поехал в Турин, где был одним из лучших, забив 5 шайб в 8 матчах, однако это не помогло сборной завоевать медаль. Овечкин оказался единственным из россиян, включённым по итогам турнира в символическую сборную.
В оставшиеся после Олимпиады два месяца регулярного чемпионата Овечкин смог преодолеть два гроссмейстерских рубежа результативности: 100 очков за сезон и 50 голов за сезон. На счету Овечкина было 106 очков (52 шайбы и 54 голевые передачи); по количеству очков и забитым шайбам Овечкин занял 3-е место в Лиге, а среди новичков был лучшим по шайбам, очкам и броскам. Однако «Вашингтон», выступил неудачно, заняв в своём дивизионе последнее место. По итогам сезона Овечкин получил свою первую награду в НХЛ — как и ожидалось, он обошёл Сидни Кросби в голосовании на звание лучшего новичка года — «Колдер Трофи». 124 человека из 129 голосовавших отдали ему первое место. После этого сезона Овечкин и Кросби стали одними из самых популярных игроков, их начали называть лицами нового поколения НХЛ. Принципиальное соперничество Овечкина и Кросби, ставших лидерами своих клубов, а впоследствии и их капитанами, на несколько лет превратилось в одну из постоянных тем для журналистов и специалистов.
Сезон 2006/07 выдался для Овечкина менее удачным, чем предыдущий. Он набрал 92 очка (46 шайб, 46 голевых передач), на 14 меньше, чем в прошлом сезоне. Овечкин занял 13-е место в Лиге по очкам и 4-е по забитым шайбам. Несмотря на ухудшение результатов, россиянин продолжал прогрессировать и улучшать свою игру. 27 февраля Овечкин стал ассистентом капитана, заменив ушедшего в «Баффало» Дайнюса Зубруса. В январе 2007 года Овечкин принял участие в Матче всех звёзд. По результатам голосования болельщиков Овечкин был выбран в первую пятёрку команды Восточной конференции. Партнёрами по тройке нападения стали Сидни Кросби и Даниель Бриер. Первый — извечный соперник россиянина, а со вторым у Овечкина был серьёзный конфликт: Овечкин неумышленно, но грубо толкнул Бриера в спину, после чего хоккеист «Баффало» ударился головой об борт, однако перед матчем Овечкин сказал, что проблема исчерпана и Бриер на него обиды не держит. Для Овечкина и Кросби это был первый Матч всех звёзд в карьере и вокруг них нагнетался огромный ажиотаж. «Как я понял, из нас надеются сделать что-то похожее на то, что было давно в НБА в противостоянии Мэджика Джонсона и Ларри Бёрда» — сказал Овечкин за несколько дней до матча. Итоговое же выступление россиянина не оправдало ожиданий. В предварявших Матч конкурсах «Суперскиллз» Овечкину предстояло состязание на скорость, которое он закончил с худшим результатом, а позже Овечкин дважды не сумел забить Роберто Луонго в конкурсах буллитов. В самом матче Овечкин смог забросить одну шайбу, что не помогло его команде добиться итогового успеха («Восток» проиграл 9-12).

#### Период доминирования, два «Харт Трофи» подряд (2007—2009)
Бо́льшую часть своего третьего сезона Овечкин играл в звене с шведским центром Никласом Бекстрёмом, дебютировавшим в НХЛ, и Виктором Козловым. Овечкин и Бекстрём на много лет стали постоянными партнёрами, образовав связку из лучшего чистого снайпера лиги и одного из лучших распасовщиков. По итогам регулярного чемпионата форвард, набравший 112 очков и забросивший 65 шайб (оба результата — лучшие в лиге и личные рекорды), получил 4 индивидуальные награды — «Харт Трофи», «Арт Росс Трофи», «Лестер Пирсон Эворд» и «Морис Ришар Трофи». В последний раз игрок НХЛ забросил 65 шайб за один регулярный чемпионат в сезоне 1995/96. Также Овечкин побил рекорд результативности для левых крайних нападающих (прежний принадлежал Люку Робитайлу (63 шайбы) и клубный рекорд «Вашингтон Кэпиталз», установленный в 1982 году Деннисом Маруком (60 шайб).

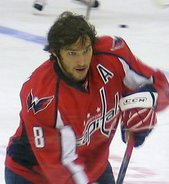
Овечкин разминается перед игрой

Лучший с 2003 года результат показал и «Вашингтон», который под руководством нового тренера Брюса Будро выиграл Юго-восточный дивизион, выйдя в плей-офф после долгого промежутка, однако там в упорной 7-матчевой серии проиграл «Филадельфии». 27 января Овечкин второй раз подряд принял участие в Матче всех звёзд, в котором забил 2 шайбы. По окончании сезона мэр Вашингтона Адриан Фенти вручил Овечкину символический ключ от города.
10 января 2008 года Овечкин подписал новый контракт с «Вашингтоном», ставший рекордным в истории НХЛ. Контракт длительностью 13 сезонов предусматривал выплату Овечкину $124 млн — по $9 млн в первые 6 сезонов и по $10 млн в 7 последующих. До этого в Лиге ни разу не заключались контракты, сумма которых превышала $100 млн. В сезоне 2008/09 Овечкин вновь преодолел 100-очковый рубеж и забил более 50 шайб. Он второй раз подряд получил «Харт Трофи», «Морис Ришар Трофи», «Лестер Пирсон Эворд». Овечкину не хватило 3 очков до получения «Арт Росс Трофи», который достался Евгению Малкину. 6 февраля Овечкин забросил свою 200-ю шайбу в Лиге. Это произошло в матче с «Лос-Анджелес Кингз». 25 января Овечкин сыграл за сборную «Востока» в Матче всех звёзд, где забросил одну шайбу и сделал 2 голевые передачи.

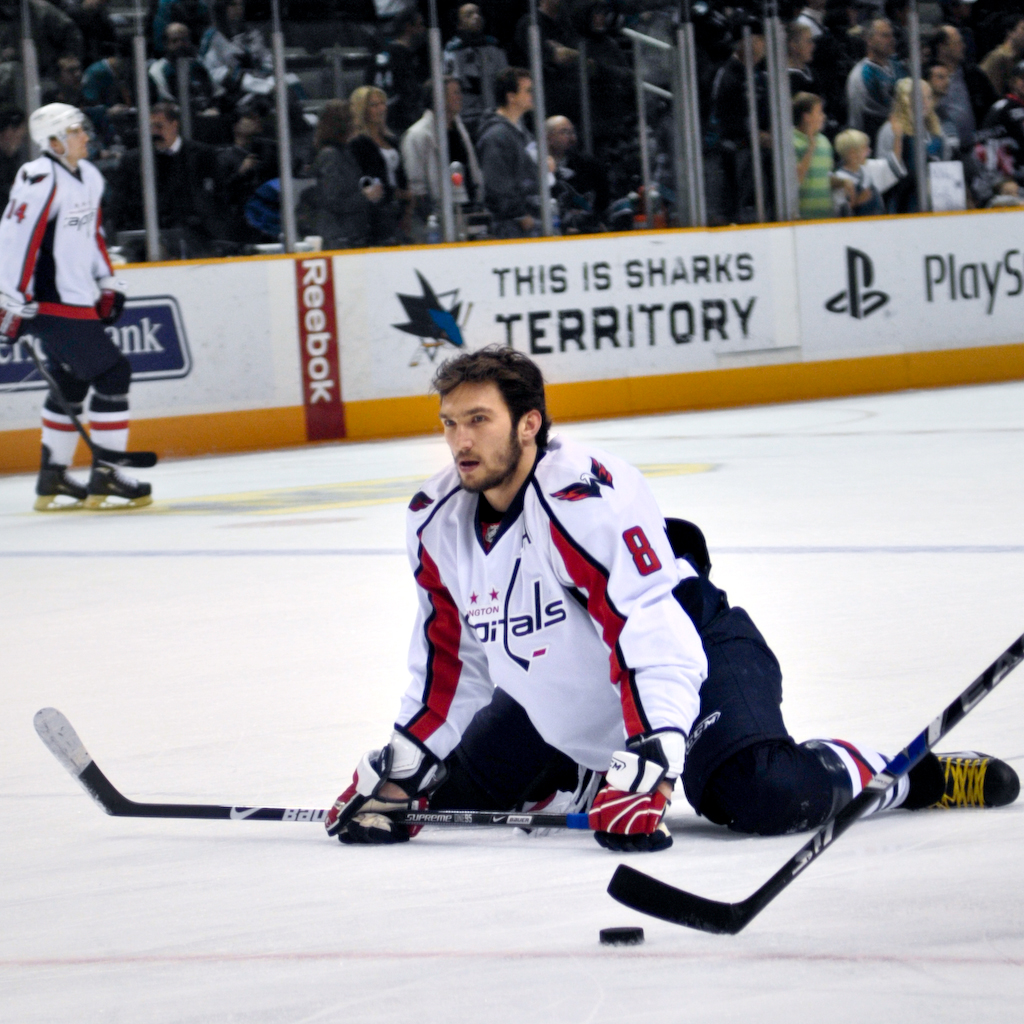
Овечкин 27 ноября 2008 года

Клуб Овечкина вновь выиграл Юго-восточный дивизион и вышел в плей-офф. В отличие от прошлогоднего результата, «Кэпиталз» сумели пройти первый раунд, победив в серии с «Нью-Йорк Рейнджерс» со счётом 4 : 3. В полуфинале конференции «Вашингтон» сошёлся с «Питтсбург Пингвинз», и эта серия стала не только одним из самых захватывающих противостояний команд в истории НХЛ после локаута, но и принципиальным соперничеством звёздных капитанов — Александра Овечкина и Сидни Кросби. В играх с «Питтсбургом» Овечкин набрал 14 очков (8+6), он трижды набирал по три очка за игру, в том числе сделал хет-трик во второй игре. В упорной семиматчевой серии «Вашингтон» уступил будущему обладателю Кубка Стэнли. Всего в 14 матчах плей-офф Овечкин набрал 21 очко (11+10) и заработал показатель полезности +10.
В феврале 2009 Овечкин получил порцию критики от известного канадского журналиста Дона Черри, ведущего программы «Хоккейный вечер в Канаде» («Hockey Night in Canada»), который осудил слишком экспрессивное, по его мнению, празднование игроком 50-й шайбы в сезоне. К критике подключились многие хоккейные эксперты. «Я, Жозе Теодор, Майкл Грин и Никлас Бэкстрём договорились, что отпразднуем этот гол вместе. Я должен был положить клюшку на лёд, а все остальные показать, какая она горячая. Но, раз никого из партнёров рядом не оказалось, мне пришлось весь трюк делать самому», — сказал после матча Овечкин. Черри заявил, что Овечкин уподобился «дебилам из соккера, празднующим забитые голы с идиотскими ужимками» и что он подаёт плохой пример канадским детям. Овечкин не стал реагировать на журналиста и большого значения его словам не придал: «Я не могу ждать, пока они скажут что-нибудь про меня. Старые тренеры, старая система… вы ведь знаете». К критике Черри, однако, прислушался главный тренер «Вашингтона» Брюс Будро, попросивший игрока в будущем быть более сдержанным. Овечкин с тренером согласился.

#### Смены тренеров (2009—2014)
В первых играх сезона 2009/10 Овечкин выступал удачно, но в ноябре у него началась полоса неудач и он пропустил значительное количество матчей. 1 ноября Овечкин получил травму в столкновении с нападающим «Коламбуса» Раффи Торресом, из-за которой пропустил один месяц. Вернувшись на лёд 1 декабря, Овечкин въехал коленом в колено игрока «Каролины» Тима Глисона и не смог закончить матч, однако травмы у него обнаружено не было. За грубую игру Овечкин был дисквалифицирован на 2 матча. В марте 2010 года Овечкин дал новый повод для спекуляций на тему его грубости, нанеся серьёзную травму игроку «Чикаго Блэкхокс» Брайану Кэмпбеллу. Канадец пропустил остаток сезона, а Овечкин во второй раз в сезоне получил двухматчевую дисквалификацию.
5 января 2010 года Овечкин стал капитаном «Вашингтона», сменив обменянного в «Коламбус» Криса Кларка. «Вашингтон» триумфально завершил регулярный чемпионат и выиграл Президентский Кубок, но не сумел преодолеть даже первый раунд плей-офф, уступив в 7-матчевом противостоянии «Монреаль Канадиенс». Игра Овечкина оставила неоднозначное впечатление: он вновь выступил на высоком уровне, набрав 109 очков за сезон, но впервые с 2007 года не выиграл ни одной из крупных индивидуальных наград. Овечкин считался одним из основных претендентов на звание лучшего игрока регулярного сезона, но занял лишь второе место в итоговом голосовании. Без призов он не остался, в 3-й раз подряд получив «Тед Линдсей Эворд».
Сезон 2010/11 для Овечкина получился очень сложным. В 79 матчах регулярного чемпионата он забил лишь 32 гола и заработал всего 85 очков, что стало для него самым низким результатом с начала карьеры в НХЛ. 1 января 2011 года Овечкин впервые принял участие в Зимней классике. «Вашингтон» играл против принципиального соперника «Питтсбург Пингвинз». Хоть Овечкин и не набрал очков, его команда победила со счётом 3 : 1. В Матче всех звёзд 2011 он принял участие в составе «Сборной Эрика Стаала», где отметился заброшенной шайбой и результативной передачей, а также победил в конкурсе на самое красивое исполнение буллита. В плей-офф «Вашингтон» довольно убедительно обыграл «Нью-Йорк Рейнджерс» со счётом 4 : 1, а во втором раунде «всухую» в серии проиграл «Тампе-Бэй Лайтнинг». В девяти матчах на вылет Овечкин набрал 10 (5+5) очков.
Сезон 2011/12 начался для команды неудачно, и в ноябре тренера Брюса Будро сменил Дейл Хантер. Причиной отставки Будро была названа потеря контакта с игроками. В январе Овечкин получил трёхматчевую дисквалификацию за нарушение против игрока «Питтсбурга» Збынека Михалека и после этого объявил, что не примет участие в Матче всех звёзд 2012. Регулярный сезон Овечкин закончил с 38 шайбами и 65 очками. В первом раунде плей-офф «Кэпиталз» выбили действующего обладателя Кубка Стэнли «Бостон Брюинз», но во втором раунде в семи матчах проиграли «Нью-Йорк Рейнджерс».
Сезон 2012/13 из-за локаута начался в январе 2013 года. Овечкин на время локаута подписал контракт с «Динамо», в составе которого провёл часть регулярного сезона КХЛ; за «Динамо» в это время играл и Бэкстрём. В 31 матче форвард набрал 40 (19+21) очков. После отъезда энхаэловцев «Динамо» выиграло Кубок Гагарина, и имя Овечкина было нанесено на кубок в составе победителей. По ходу регулярного сезона Овечкин набирал очки в 14 матчах подряд, что на тот момент стало повтором рекорда лиги.
Перед началом сокращённого сезона новый главный тренер «Вашингтона» Адам Оутс перевёл Овечкина на позицию правого нападающего. Первое время Овечкин ощущал дискомфорт и играл ниже своих возможностей, а «Вашингтон» опустился на последнее место в лиге. Но во второй половине Овечкин сыграл важнейшую роль в рывке «Вашингтона», выигравшего Юго-восточный дивизион. В 23 последних матчах регулярного чемпионата он забросил 23 шайбы и набрал 36 очков. С 32 голами в 48 матчах Овечкин стал лучшим снайпером регулярного чемпионата, получив свой третий «Морис Ришар Трофи». Он также сделал 24 результативные передачи и с 56 очками занял третье место в гонке бомбардиров. Во время плей-офф Овечкин получил травму и затем играл с переломом кости стопы.
По итогам сезона Овечкин был признан наиболее ценным игроком чемпионата и стал восьмым хоккеистом в истории НХЛ, получившим «Харт Трофи» три и более раз (встав, таким образом, в один ряд с Уэйном Гретцки, Марио Лемьё, Бобби Кларком, Бобби Орром, Горди Хоу, Эдди Шором и Хоуи Моренцем). Кроме того, и это уникальный случай, из-за технической ошибки (несвоевременного извещения голосовавших о закреплённой за хоккеистом при голосовании позиции) Овечкин был включён одновременно в первую и вторую Сборную всех звёзд НХЛ по итогам голосования Ассоциации профессиональных хоккейных журналистов: он вошёл в первую сборную как правый крайний нападающий и во вторую — как левый крайний. После этого сезона Овечкин завоевал 11 индивидуальных наград НХЛ, это лучший результат среди российских хоккеистов.
25 октября 2013 года, в десятом матче сезона 2013/14, Овечкин забил свой десятый гол, ставший его 381-м голом в чемпионатах НХЛ. В результате он вошёл в список 100 лучших снайперов в истории лиги. 6 ноября 2013 года он набрал тысячное очко в карьере (включая матчи чемпионата НХЛ, Кубка Стэнли, выступления за Динамо и за сборную России). До того набрать тысячу очков удавалось лишь десяти российским хоккеистам. 11 декабря в игре с «Тампой» Овечкин забросил 4 шайбы, сделав третий «покер» в карьере. 21 декабря 2013 года в матче с «Каролиной» Овечкин забил свой 400-й гол в регулярных чемпионатах НХЛ. Для достижения этого результата российскому форварду понадобилось 634 матча, быстрее это смогли сделать только пять выдающихся хоккеистов — Уэйн Гретцки, Марио Лемьё, Майк Босси, Бретт Халл и Яри Курри. 2 марта 2014 года Овечкин забросил две шайбы в ворота «Бостона», в результате достиг отметки 800 очков (414+386) в регулярных чемпионатах.
Но после слабой концовки чемпионата «Вашингтон» занял девятое место на Востоке и не попал в плей-офф. Овечкин с 51 шайбой стал лучшим снайпером лиги и завоевал свой четвёртый «Морис Ришар Трофи», но вместе с тем был одним из худших в лиге по показателю плюс-минус (отчасти это объяснялось тем, что бо́льшую часть своих голов — 24 — он забросил в большинстве). Несмотря на «Морис Ришар Трофи», по итогам сезона Овечкин подвергся сильной критике за слабую игру в защите и недостаток лидерских качеств. После этой неудачи владелец клуба Тед Леонсис принял решение уволить Оутса и не продлевать контракт с менеджером Джорджем Макфи. Некоторые аналитики начали характеризовать Овечкина как «убийцу тренеров», находя объяснение тренерской чехарде последних лет в недисциплинированности звёздного игрока «Вашингтона».

#### Команда Барри Троца и завоевание Кубка Стэнли (2014—2018)
Сезон 2014/15 «Вашингтон» начал под руководством нового тренера Барри Троца, который вновь перевёл Овечкина на привычный ему левый фланг. Многие опасались, что у Овечкина может возникнуть напряжённость с тренером, если Троц станет прививать команде оборонительный стиль игры, который он практиковал в «Нэшвилл Предаторз». Однако опасения оказались напрасными, тренер смог найти общий язык со звёздным форвардом, сохранив его атакующий потенциал и побудив улучшить игру в защите. «Я не могу научить вещам, которые Ови делает как игрок. Никто не сможет этому научить. Но я могу научить его тому, как чаще получать шайбу», — сказал Тротц. Начало сезона форвард провёл неровно, в первых четырёх матчах он набрал шесть очков (5+1), но затем впервые в карьере не смог заработать ни очка в течение пяти матчей регулярного чемпионата подряд. В целом за три первых месяца сезона Овечкин забил лишь 17 шайб и к концу декабря сильно отставал от лидеров снайперской гонки. При этом капитан «Вашингтона» демонстрировал ответственную игру в интересах команды, за декабрь показатель полезности Овечкина составил +9 (после −35 в прошлом сезоне).
С начала 2015 года Овечкин резко прибавил в результативности, в январе он забросил 12 шайб и набрал 15 очков, забивая в 9 матчах из 13. Овечкин был признан первой звездой января и принял участие в матче всех звёзд. Он не сбавлял обороты в последующие месяцы (10 голов за февраль, 11 за март, 3 гола в 5 играх апреля). Закончив регулярный сезон с 53 голами, на 10 голов оторвавшись от преследователей, Овечкин в третий раз подряд и в пятый раз за карьеру завоевал «Морис Ришар Трофи». В гонке бомбардиров Овечкин набрал 81 очко (53+28) и разделил четвёртое-пятое место с Якубом Ворачеком, отстав на 6 очков от победителя Джейми Бенна.
В течение сезона Овечкину покорились несколько значимых достижений в снайперской статистике. В шестой раз за карьеру преодолев отметку 50 голов в сезоне, он вслед за Майком Босси, Уэйном Гретцки, Марселем Дионном, Ги Лафлёром и Марио Лемьё стал шестым игроком в истории НХЛ, забившим 50 голов как минимум в шести сезонах. Став лучшим снайпером сезона в пятый раз, Овечкин сравнялся по количеству победных сезонов с Морисом Ришаром, Чарли Конахером, Горди Хоу и Уэйном Гретцки. Чаще первыми снайперами становились лишь Бобби Халл (7 раз) и Фил Эспозито (6 раз). Он в седьмой раз был включён в Сборную всех звёзд НХЛ и занял второе место в голосовании за «Харт Трофи».
Овечкин также переписал два клубных рекорда, став лучшим бомбардиром и лучшим снайпером за всю историю «Вашингтон Кэпиталз». Кроме того, Овечкин обогнал Алексея Ковалёва, Павла Буре и Александра Могильного и вышел на второе место среди лучших русских снайперов за всю историю НХЛ, а также превзошёл результат Вячеслава Козлова по количеству очков и поднялся на четвёртое место среди русских бомбардиров.
Комментируя игру Овечкина, специалисты отмечали, что он на протяжении многих лет сочетает умение играть физически с выдающимися снайперскими способностями, а также констатировали прогресс в его игре, связанный с его отношением к работе и улучшением игры по всей площадке. 

Меня пугает, что под руководством Барри Троца Овечкин стал с большим желанием возвращаться в защиту и перехватывать шайбу, и теперь он стал гораздо более опасен, сейчас это более разносторонний игрок. … Мы всегда этого боялись, что он будет опасен по всем фронтам, если добавит этот элемент в свою игру. Все знают, что он попытается сделать, но это никак не остановить— Кен Хичкок, тренер «Сент-Луис Блюз»

Наблюдая за Овечкиным, я вижу, что он созрел как хоккеист. Теперь Александр действует по всей площадке, а не только в атаке. При этом он всё ещё забивает больше всех. Это прекрасная иллюстрация того, что можно быть полезным для команды, и не терять при этом результативности. То, что сделал Овечкин в нынешнем сезоне — замечательно.— Уэйн Гретцки
19 ноября 2015 года в игре против «Далласа» Александр Овечкин забросил 9-ю шайбу в сезоне 2015/16 и 484-ю в карьере. Таким образом, он побил рекорд Сергея Фёдорова и вышел на первое место среди российских хоккеистов по голам в регулярных чемпионатах НХЛ. Фёдоров забил 483 гола за 1248 игр, Овечкин превзошёл его за 777 игр. 1 января 2016 года по результатам голосования болельщиков Овечкина выбрали капитаном команды Столичного дивизиона на матче всех звёзд НХЛ 2016, однако позже он отказался участвовать в звёздном уик-энде, сославшись на травму.
10 января 2016 года в матче против «Оттавы» Александр Овечкин забросил свою 500-ю шайбу в регулярных чемпионатах НХЛ и стал 43-м в истории лиги и первым российским хоккеистом, достигшим этой отметки. Юбилейный гол Овечкин забил в своём 801-м матче, быстрее 500 шайб забрасывали лишь четверо в истории НХЛ — Уэйн Гретцки (575 матчей), Марио Лемьё (605), Майк Босси (647) и Бретт Халл (693). 183 из этих 500 шайб Овечкин забил с передач своего постоянного партнёра Никласа Бекстрёма, который является рекордсменом «Вашингтона» по результативным передачам за карьеру. 14 января 2016 года перед домашним матчем с «Ванкувером» состоялась церемония чествования Овечкина в связи с его достижением. Владелец «Кэпиталз» Тед Леонсис вручил хоккеисту золотую клюшку. Также были показаны записанные поздравления в адрес россиянина от знаменитых хоккеистов прошлого, включая четверых из первой десятки лучших снайперов в истории. Фил Эспозито (717 шайб за карьеру) выразил уверенность, что Овечкину по силам забросить 600, а возможно, и 700 шайб в НХЛ. В предпоследнем матче регулярного сезона против «Сент-Луис Блюз» Овечкин сделал свой 15-й хет-трик в НХЛ и в седьмой раз достиг рубежа в пятьдесят голов за сезон; «Кэпиталз» закончили регулярный чемпионат на первом месте.
В Кубке Стэнли «Кэпиталз» в очередной раз не смогли дойти даже до финала конференции. В первом раунде «Вашингтон» обыграл «Филадельфию» со счётом 4 : 2. В полуфинале Восточной конференции команда Овечкина встретилась с «Питтсбург Пингвинз». Овечкин провёл эту серию на высоком уровне, набрав в шести матчах 7 очков (2+5) и став главным мотором своей команды. Но усилий капитана не хватило для победы «Вашингтона», который уступил «Питтсбургу» в упорном противостоянии, одержав две победы и потерпев четыре поражения (все с разницей в один гол, два из них в овертайме). Всего в 12 матчах плей-офф Овечкин набрал 12 очков (5+7), что стало для него лучшим результатом после сезона 2008/09. Кроме того, Овечкин впервые с сезона 2010/11 завершил плей-офф с положительным показателем «плюс/минус» (+3). После вылета из Кубка Стэнли Овечкин отправился в Москву, чтобы принять участие в чемпионате мира 2016 года в составе сборной России.
11 января 2017 года Александр Овечкин сделал дубль в игре против «Питтсбурга». Первый гол, забитый им на первой минуте матча, принёс ему 1000-е очко в регулярных чемпионатах НХЛ. Овечкин стал 84-м игроком в истории лиги, который сумел набрать тысячу очков, в том числе четвёртым среди российских хоккеистов. К концу сезона 2016/17 Овечкин обогнал по набранным очкам Алексея Ковалёва и Александра Могильного и вышел на второе место среди хоккеистов из России, уступая только Сергею Фёдорову. В отличие от предыдущих трёх сезонов, в которых Овечкин забивал не менее 50 голов, в сезоне 2016/17 он забил лишь 33 гола и не вошёл даже в десятку лучших снайперов. В плей-офф он также не показал высокой результативности, набрав в 13 матчах 8 очков (5+3). Одной из причин этого были две травмы, полученные в играх с «Торонто» и «Питтсбургом».

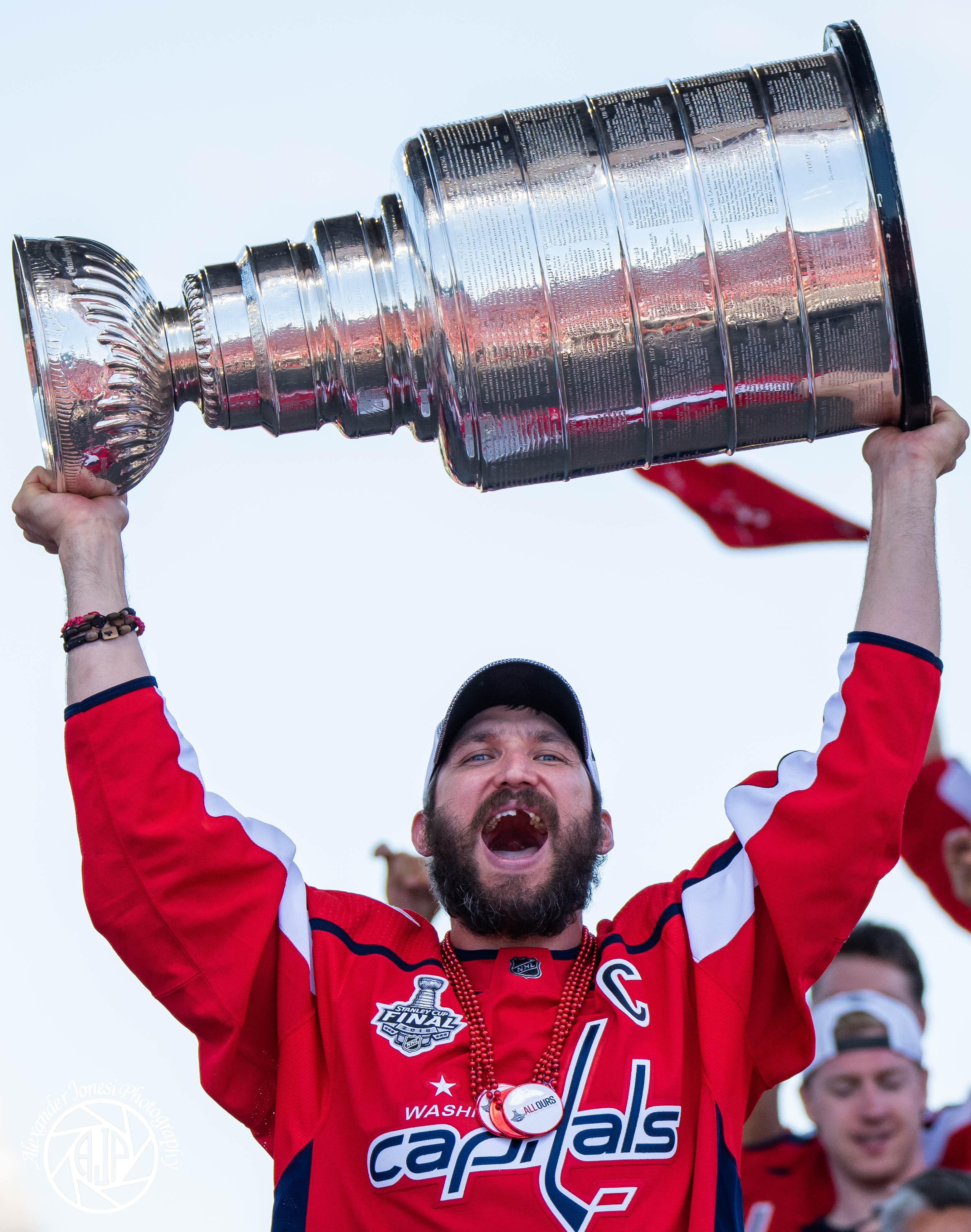
Александр Овечкин с Кубком Стэнли на чемпионском параде в Вашингтоне

В сезоне 2017/18 тренер поставил Овечкина в звено с Евгением Кузнецовым, разбив традиционную связку Овечкина с Бэкстрёмом. В первых же двух играх сезона Александр забил 7 голов (три гола в игре с «Оттавой» и 4 гола в игре с «Монреалем»). Тем самым он повторил рекорд столетней давности и стал четвёртым игроком в истории НХЛ, забившим не менее 3 голов в каждом из двух стартовых матчей сезона. 25 ноября в игре с «Торонто» Овечкин оформил свой 20-й хет-трик в карьере, тем самым разделив с Павлом Буре лучший результат по хет-трикам среди российских хоккеистов в НХЛ. Также в сезоне 2017/18 Овечкин забил 3 гола в овертаймах, выйдя на единоличное первое место по голам в овертаймах в истории НХЛ с результатом 22 шайбы. 12 марта 2018 года в матче с «Виннипегом» Овечкин забил свой 600-й гол в регулярных чемпионатах НХЛ. Этот матч был 990-м в его карьере; он стал четвёртым в истории хоккеистом (после Гретцки, Лемьё и Бретта Халла), кому понадобилось меньше 1000 матчей для достижения такого результата. А уже после этого, забив свой 601-й гол 18 марта 2018 года в матче против Филадельфии, вошёл в двадцатку лучших снайперов в истории НХЛ, сравнявшись с Яри Курри. 1 апреля в матче с «Питтсбургом» Овечкин провёл свою 1000-ю игру в регулярных чемпионатах НХЛ, став седьмым российским хоккеистом, достигшим этого рубежа, и первым, сыгравшим все 1000 матчей за один клуб. По итогам регулярного чемпионата Овечкин с 49 шайбами стал лучшим снайпером, в седьмой раз за карьеру завоевав «Морис Ришар Трофи».
В плей-офф 2018 «Вашингтон» смог одолеть непроходимый ранее «Питтсбург» (решающую шайбу в овертайме шестого матча забил Кузнецов с передачи Овечкина). Сбросив проклятие второго раунда, «Вашингтон» победил в финале конференции «Тампу», и впервые с 1998 года вышел в финал Кубка Стэнли, где в пяти матчах одолел «Вегас Голден Найтс». Овечкин привёл «Вашингтон» к первой в истории клуба победе в Кубке Стэнли, став первым в истории русским капитаном клуба, завоевавшего главный приз НХЛ. Александр Овечкин был признан самым ценным игроком турнира, получив 13 из 18 возможных первых мест в голосовании выборщиков (остальные голоса получил его партнёр по звену Евгений Кузнецов). Овечкин стал лучшим снайпером розыгрыша — 15 голов в 24 матчах (из них 5 в ворота «Коламбуса», 3 — «Питтсбурга», 4 — «Тампы», 3 — «Вегаса»), а также побил рекорд клуба по голам в одном плей-офф, принадлежавший ранее Джону Дрюсу (14 шайб в 1990 году). В результате Овечкин повторил достижение Реджи Лича, до того единственного игрока в истории, ставшего в течение одного сезона лучшим снайпером чемпионата, лучшим снайпером плей-офф и самым ценным игроком розыгрыша Кубка Стэнли. Также с 27 очками (15+12) Александр Овечкин стал вторым бомбардиром розыгрыша, уступив только своему партнёру Кузнецову, набравшему 32 очка (12+20).
Долгое время Овечкин считался некубковым игроком, поскольку, установив за свою карьеру множество рекордов и получив множество индивидуальных наград, он год за годом оступался вместе с командой в борьбе за главный трофей НХЛ. Завоевав Кубок Стэнли, Овечкин окончательно избавился от репутации неудачника. Комментируя вклад Овечкина в успех команды, специалисты отмечали, что Овечкин, сохраняя высочайший снайперский уровень, существенно прибавил в командной игре, стал гораздо больше пасовать партнёрам, отрабатывать в обороне, блокировать броски, двигаться без шайбы и т. п., а главное — превратился в подлинного лидера.

#### Лучший российский снайпер в НХЛ (2018—2022)
Сезон 2018/19 «Вашингтон» провёл под руководством Тодда Рирдена, сменившего Барри Троца на посту главного тренера. Клуб в четвёртый раз подряд стал первым в Столичном дивизионе, а Александр Овечкин с 51 шайбой в 8-й раз стал обладателем «Морис Ришар Трофи». Тем самым он в восьмой раз преодолел рубеж 50 голов (третий результат после Гретцки и Босси) и установил новый рекорд лиги по количеству сезонов в качестве лучшего снайпера. Овечкин набрал 89 (51+38) очков, что стало лучшим для него результатом за последние десять сезонов, и вошёл в число 50 лучших бомбардиров в истории лиги (1211 очков, 45-е место). 5 февраля 2019 года Овечкин превзошёл результат Сергея Фёдорова по количеству очков за карьеру и вышел на 1-е место в списке лучших российских бомбардиров НХЛ. Также в течение сезона Овечкин поднялся на новые позиции по различным статистическим показателям. Он вышел на 13-е место по числу голов в чемпионатах (658), на четвёртое место по числу голов в большинстве (247), на седьмое место по числу победных голов (107), на четвёртое место по числу бросков (5234). Также он стал первым игроком в истории, сумевшим забить 45 и более голов в десяти сезонах и вторым игроком, кому удалось начать карьеру с 14 сезонов с 30 и более заброшенными шайбами.
В сезоне 2019/20 чемпионат не был доигран из-за пандемии COVID-19. Овечкин провёл в регулярном сезоне 68 матчей, забил 48 голов и стал лучшим снайпером (вместе с Давидом Пастрняком), в девятый раз завоевав «Морис Ришар Трофи». 22 февраля 2020 года в игре против «Нью-Джерси» Овечкин забил свой 700-й гол за карьеру. Он стал восьмым игроком в истории, достигшим такого рубежа, причём добился этого за 1144 матча (быстрее только Гретцки — 886 матчей). На момент достижения Овечкину было 34 года, и в этом его опередил только Гретцки — 29 лет (остальные шесть игроков имели возраст от 36 до 40 лет). Овечкин сделал в сезоне четыре хет-трика, а в семи играх с 13 января по 4 февраля забил 14 голов. В целом за чемпионат Овечкин нарастил свой снайперский рекорд с 658 до 706 голов и переместился с тринадцатого на восьмое место в списке лучших снайперов в истории НХЛ, обойдя Люка Робитайла, Теему Селянне, Марио Лемьё, Стива Айзермана и Марка Мессье. Также Овечкин повторил рекорд Майка Гартнера, забив в 15 первых сезонах не менее 30 голов.
В сезоне 2020/21 Овечкин обогнал по количеству голов за карьеру Майка Гартнера (706 голов). Затем 16 марта 2021 года, набрав 2 очка в игре с «Нью-Йорк Айлендерс», Овечкин опередил Фила Эспозито (717 голов) и с 718 голами вышел на шестое место в списке лучших снайперов НХЛ, а также достиг отметки 1300 очков за карьеру. Овечкин впервые в карьере пропустил одиннадцать матчей чемпионата, в январе он был отстранён на четыре игры из-за нарушения ковид-протокола, а в конце сезона не играл семь матчей из-за травмы. Из-за пропусков Овечкин забил только 24 гола в чемпионате и прервал свою рекордную серию из 15 сезонов, в которых он забивал не менее 30 голов. По итогам сезона Овечкин забил 730 голов за карьеру, на одну шайбу отстав от Марселя Дионна, занимающего пятое место в списке лучших снайперов НХЛ. Также в ходе сезона Овечкин вышел на второе место в истории НХЛ по количеству голов в большинстве (269) и по количеству бросков в створ (5727).
27 июля 2021 года Овечкин подписал с «Вашингтоном» новый пятилетний контракт на общую сумму $47,5 млн (средняя сумма составила $9,5 млн в год, как и по его предыдущему контракту с клубом). В первом же матче сезона 2021/22 Овечкин забил две шайбы и обогнал по количеству голов за карьеру Марселя Дионна (731 гол), выйдя на пятое место в истории лиги. 12 ноября он забил свой 742-й гол и вышел на четвёртое место в истории, опередив Бретта Халла. 4 декабря 2021 года в игре с «Коламбусом» Овечкин забросил 750-ю шайбу в регулярных чемпионатах. Он стал вторым по количеству матчей (1222) и по возрасту (36 лет) игроком, достигшим этого результата. Быстрее был только Уэйн Гретцки (1001 матч, в возрасте 31 год), на третьем месте Горди Хоу (1598 матчей, 41 год), на четвёртом Яромир Ягр (1633 матча, 44 года). При этом Овечкину потребовалось всего 79 игр, чтобы преодолеть дистанцию от 700-го до 750-го гола, это стало лучшим результатом в истории лиги. Эта шайба стала 20-й в сезоне, Овечкин в семнадцатый раз подряд забил не менее 20 голов в чемпионате и повторил рекорд НХЛ по количеству сезонов подряд с 20 и более голами. Ранее такого же результата добивались Марсель Дионн, Яромир Ягр и Матс Сундин. 31 декабря 2021 года в игре с «Детройтом» Овечкин забил свою 275-ю шайбу в большинстве и вышел на первое место по количеству голов в большинстве в регулярных чемпионатах, обойдя Дэйва Андрейчука.
9 марта 2022 года забил 766-ю шайбу и вышел на третье место по числу голов в регулярных чемпионатах, сравнявшись с Яромиром Ягром. 20 марта 2022 года в игре с «Даллас Старз» забросил свою 40-ю шайбу в сезоне и таким образом повторил рекорд Уэйна Гретцки по количеству сезонов с 40 и более голами. 20 апреля 2022 года в матче с «Вегасом» забил два гола и в 9-й раз в карьере достиг отметки 50 голов в сезоне. В результате он разделил с Уэйном Гретцки и Майком Босси первое место по числу сезонов с 50+ голами. Набрав за карьеру 1410 очков (780+630), Овечкин вошёл в число 20 лучших бомбардиров в истории НХЛ.
13 декабря 2022 года в матче с «Чикаго Блэкхокс» Овечкин сделал хет-трик и довёл до 800 счёт своих голов в чемпионатах НХЛ. Он стал третьим хоккеистом, достигшим этой отметки (после Горди Хоу и Уэйна Гретцки), а также первым хоккеистом в истории, забросившим 800 шайб за один клуб. 22 декабря в игре с «Оттавой» Овечкин вышел на первое место в истории НХЛ по броскам в створ, превзойдя достижение Рэя Бурка, установленное в 2001 году (6209 бросков). На следующий день, 23 декабря, в домашнем матче с «Виннипегом» Овечкин забросил свои 801-ю и 802-ю шайбы и вышел на второе место по голам, обогнав Горди Хоу. 14 февраля 2023 года Овечкин покинул расположение «Вашингтона» и улетел в Москву в связи с тяжёлой болезнью своего отца Михаила Викторовича. На следующий день его отец скончался. Смерть отца тяжело отразилась на состоянии Овечкина, он пропустил три матча и провёл в феврале лишь пять игр, забил в них один гол. Ещё несколько матчей Овечкин пропустил из-за травм, в итоге он провёл в сезоне 73 матча и забросил в них 42 шайбы, разделив 9-е место в списке снайперов.

#### «Великая погоня» и рекорд по количеству заброшенных шайб (с 2023 года)
В первых 12 матчах сезона 2023/24 забросил только две шайбы, сделав 48 бросков по воротам. В 13-м матче 11 ноября дважды отличился в игре против «Айлендерс». В 9 матчах после этого дубля смог набрать только 3 очка (1+2). 7 декабря 2023 года сделал голевую передачу в матче против «Даллас Старз» (4 : 5 Б), набрав 1500-е очко в регулярных сезонах НХЛ, затратив на это 1370 матчей. Овечкин стал 16-м хоккеистом в истории и первым россиянином, достигшим этой отметки. В 10 матчах подряд с 22 ноября по 10 декабря не забросил ни одной шайбы, повторив личный антирекорд в НХЛ. 14 декабря Овечкин не забросил в ворота «Филадельфия Флайерз» (3 : 4 Б) и обновил свой антирекорд. Безголевая серия в итоге составила 14 матчей и была прервана 21 декабря, когда Овечкин забросил победную шайбу в большинстве в овертайме в ворота «Коламбус Блю Джекетс» (3 : 2). Эта шайба стала для Овечкина 900-й в НХЛ с учётом матчей плей-офф. Ранее до этой отметки добирался только Уэйн Гретцки (1016 шайб).
В январе 2024 года последовала новая серия из 8 матчей без голов. Однако с 27 января по 8 февраля Овечкин впервые в сезоне сумел забить в трёх матчах подряд. 13 февраля Овечкин забросил в ворота «Колорадо Эвеланш», впервые с декабря 2018 года голевая серия Овечкина достигла 6 матчей. 24 февраля 2024 года стал 41-м хоккеистом в истории НХЛ (и вторым действующим), сыгравшим 1400 матчей в регулярных сезонах. Завершил сезон с 65 очками (31+34) в 79 матчах при показателе полезности минус 22 (только в сезоне 2013/14 показатель полезности у Овечкина был ниже — минус 35). Овечкин 18-й раз в 19 сезонах НХЛ забросил более 30 шайб, это рекорд в истории лиги (17 сезонов с 30 шайбами было также у Майка Гартнера). В плей-офф «Вашингтон» в первом раунде уступил «Нью-Йорк Рейнджерс» со счётом 0 : 4. Овечкин впервые в карьере не набрал ни одного очка в плей-офф (ранее он забрасывал как минимум одну шайбу и делал как минимум одну передачу).
15 октября 2024 года во втором матче сезона 2024/25 сделал две передачи в игре против «Вегас Голден Найтс» (4 : 2), вторая передача стала 700-й для Овечкина в НХЛ, он стал вторым российским хоккеистом, добравшимся до этой отметки, после Евгения Малкина. 23 февраля 2025 года Овечкин был признан первой звездой игрового дня НХЛ: матче регулярного чемпионата против «Эдмонтон Ойлерз» он оформил хет-трик, что позволило ему повторить рекорд Яромира Ягра по количеству победных голов в карьере (135 шайб).
5 апреля 2025 года в матче против «Чикаго Блэкхокс» Овечкин забросил 894-ю шайбу в НХЛ, тем самым повторив рекорд Уэйна Гретцки по количеству заброшенных шайб в регулярных сезонах НХЛ. 6 апреля 2025 года забросил 895-ю шайбу в НХЛ, став лучшим хоккеистом по количеству заброшенных шайб в регулярных сезонах НХЛ. Рекордная шайба была заброшена в матче против «Нью-Йорк Айлендерс» в ворота Ильи Сорокина, после чего матч был прерван на 25 минут для празднования «Вечного рекорда».

### Карьера в сборной
Первым международным соревнованием Овечкина стал юниорский чемпионат мира 2002 года. Он стал лучшим на чемпионате по набранным очкам (18), а сборная России заняла второе место, уступив сборной США только по разнице забитых и пропущенных шайб. В январе 2003 года он сыграл за молодёжную сборную на молодёжном чемпионате мира, где забил 6 шайб и помог команде выиграть золотые медали первенства. Это была первая международная золотая награда Овечкина.

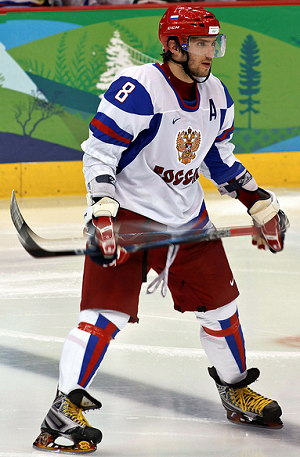
Овечкин на зимних Олимпийских играх 2010 года в Ванкувере

В 2003 году Овечкин был вызван Виктором Тихоновым в главную сборную на Кубок Ческа Пойиштовна. 2 сентября 2003 года в возрасте 17 лет 355 дней он стал самым юным хоккеистом, появившимся в составе первой сборной, и самым юным игроком сборной, забросившим шайбу. Этот рекорд держался до 11 ноября 2021 года, когда его побил Матвей Мичков, дебютировавший в сборной России в возрасте 16 лет 339 дней. В апреле Овечкин участвовал в юниорском чемпионате мира, проходившем в Ярославле. Сборная заняла 3-е место, а Овечкин набрал 13 очков.
В 2004 году Овечкин принял участие в трёх международных турнирах, причём в двух из них представлял первую сборную. На молодёжном чемпионате мира сборная заняла только пятое место, Овечкин забросил 5 шайб и отдал 2 голевые передачи. Весной он отправился в Чехию на взрослый чемпионат мира, где стал самым юным из всех игроков. На чемпионате сборная выступила неудачно, не сумев попасть даже в четвертьфинал, а Овечкин набрал в 6 матчах только 2 очка. В составе первой сборной Овечкин сыграл ещё и на Кубке мира, на котором команда России также выступила неудачно, проиграв американцам в четвертьфинале.
В начале 2005 года Овечкин вновь выступил на молодёжном чемпионате мира. Его результат — 11 очков — был третьим на чемпионате, а сборная стала второй, уступив в финале Канаде. По итогам первенства россиянин был назван лучшим нападающим. Затем в составе основной сборной Овечкин сыграл на чемпионате мира в Австрии. Овечкин набрал 8 очков, а сборная стала третьей. Это была первая медаль Овечкина на взрослом соревновании.
В феврале 2006 года Овечкин впервые в своей карьере принял участие в Олимпийских играх. В Турине он забросил 5 шайб, в том числе забил победный гол в четвертьфинале со сборной Канады, ворота которой защищал Мартин Бродёр. По итогам турнира Овечкин стал единственным из российских хоккеистов, включённых в символическую сборную. Сборная России заняла на Олимпиаде 4-е место. В мае Овечкин сыграл на чемпионате мира. Он стал лучшим в сборной и пятым на турнире по набранным очкам, попав по итогам первенства в сборную всех звёзд по мнению журналистов, а сборная выступила неудачно, проиграв в четвертьфинале сборной Чехии.
На чемпионате мира 2007 года сборная России, как и 2 года назад, выиграла бронзовые медали и своей игрой заслужила много лестных отзывов от прессы и болельщиков. Овечкин, однако, показал слабую игру, забросив в 8 матчах лишь одну шайбу и запомнившись лишь одноматчевой дисквалификацией, полученной им за нанесение травмы игроку сборной Швейцарии Валентину Вирцу.
Проходивший в мае 2008 года чемпионат мира стал триумфальным для сборной России, выигравшей своё первое за 15 лет золото. Россияне обыграли в финале хозяев турнира — сборную Канады. Овечкин, игравший в одном звене со своими партнёрами по «Вашингтону» Александром Сёминым и Сергеем Фёдоровым, стал шестым на турнире по набранным очкам (12) и вошёл в символическую сборную турнира. Чемпионат мира 2009 года, также ставший триумфальным для сборной России, Овечкин пропустил из-за выступления «Вашингтона» в плей-офф Кубка Стэнли.
На Олимпийских играх 2010 года в Ванкувере сборная России под руководством Вячеслава Быкова считалась одним из фаворитов хоккейного турнира, но в четвертьфинале была разгромлена канадцами со счётом 3 : 7. Овечкин, считавшийся одним из лидеров команды, также не сумел проявить себя, набрав 4 очка и запомнившись только яркими силовыми приёмами. Не более удачным выдался для Овечкина и сборной России чемпионат мира 2010 года. Несмотря на то, что букмекеры считали россиян явными фаворитами, в финале команда Быкова уступила сборной Чехии. Овечкин сыграл в 9 матчах и набрал 6 очков. На чемпионате мира 2011 года Овечкин выступил ещё хуже, не набрав за несколько матчей ни одного очка.
На чемпионате мира 2012 года Овечкин стал двукратным чемпионом мира. В расположение сборной России Овечкин вместе со своим одноклубником Александром Сёминым прибыл 15 мая, после вылета «Вашингтона» из Кубка Стэнли. На турнире он провёл 3 матча, забил 2 гола и сделал 2 передачи. На следующем мировом первенстве 2013 года Овечкин провёл всего одну игру. После вылета «Вашингтона» из плей-офф Овечкин приехал в сборную непосредственно перед четвертьфинальным матчем с командой США. Он вышел на лёд с серьёзной травмой (перелом плюсневой кости стопы); несмотря на это, забил гол, сделал результативную передачу и стал лучшим игроком матча в составе сборной России. Россия проиграла со счётом 3 : 8, заняв в итоге 6-м месте.
На Олимпийских играх 2014 в Сочи Овечкин, как и вся сборная России, выступил неудачно. Овечкин набрал очки только в первом из пяти матчей турнира: в игре группового этапа против сборной Словении он забил один гол и отдал результативную передачу. После завершения Олимпиады Овечкин извинился перед болельщиками за неудачное выступление сборной России.
На чемпионате мира 2014 года в Минске Овечкин впервые был назначен капитаном сборной России. Овечкин проявил себя как командный игрок и лидер сборной и привёл её к золотым медалям. Несмотря на травму, полученную в игре со сборной Германии, Овечкин участвовал в решающих матчах чемпионата. Он набрал в девяти матчах 11 (4+7) очков, а его партнёры по первой тройке Виктор Тихонов и Сергей Плотников вошли в тройку самых результативных игроков чемпионата и в символическую сборную. Овечкин стал первым российским хоккеистом, победившим на трёх чемпионатах мира под руководством трёх главных тренеров — Вячеслава Быкова в 2008 году, Зинэтулы Билялетдинова в 2012 году и Олега Знарка в 2014 году.
7 сентября 2016 года был назначен капитаном сборной России на Кубке мира 2016.

## Стиль игры и результативность
Овечкин играет в быстрый силовой хоккей, отличающийся самоотдачей и самоотверженностью на площадке. Александр говорит, что ему нравится силовой хоккей, поэтому с детства он болел за игроков вроде Оуэна Нолана или Джерома Игинлы. Александр Якушев считает Овечкина сильным мастером и отмечает его «бычью манеру игры», идеально подходящую в «энхаэловскую систему»: «Это его лига». Проводя параллели между известными игроками недавнего прошлого и настоящего, эксперты из The Hockey News сравнили Овечкина с Яромиром Ягром. Тренер «Вашингтона» Барри Троц (2014—2018) отметил, что Овечкин на протяжении многих лет сочетает умение играть физически с выдающимися снайперскими способностями и уподобил его игру манере Марка Мессье. Александр обладает мощным и быстрым броском, при этом является одним из лидеров НХЛ по количеству бросков в створ ворот. Его излюбленная позиция — левый круг вбрасывания, откуда он забивает значительную часть своих голов броском в одно касание. По мнению Майка Босси, точный бросок Овечкина остановить невозможно: «Его броски в одно касание значительно сильнее, чем мои… Размеры формы вратарей не имеют значения, если ты бросаешь, как Овечкин… Шайба окажется в воротах». К плюсам Овечкина относится также сильный кистевой бросок, который он усиленно тренировал ещё в детстве, в школе московского «Динамо». Овечкин держит клюшку правым хватом, несмотря на то, что он — правша.
Несмотря на то, что Овечкин предпочитает силовой хоккей, он неплохо одарён технически и обладает хорошей для мощного игрока скоростью. В отличие от большинства хоккеистов, Овечкин способен провести на хоккейной площадке 2 минуты подряд, хотя большинство игроков сменяются примерно через минуту. Физической подготовкой с Александром занимается бывший марафонец Дмитрий Капитонов.
С самого начала своей карьеры в НХЛ Овечкин отличается высокой результативностью. В 4 из первых 5 сезонов в НХЛ он набирал более 100 очков и забивал не менее 50 шайб, а в совокупности забил за первые 3 сезона 163 шайбы. Больше него на старте карьеры забивали только Уэйн Гретцки и Майк Босси. Также Александр стал 4-м хоккеистом, которому рубеж в 200 шайб покорился уже в четвёртом сезоне. До него это делали всё те же Гретцки и Босси, а также Марио Лемьё. Овечкин третий в истории лиги хоккеист, имеющий не менее девяти сезонов с 50 голами (наряду с Гретцки и Босси) и второй в истории лиги игрок, имеющий не менее 30 голов в каждом из первых пятнадцати сезонов (наряду с Майком Гартнером). При оценке результативности Овечкина следует учитывать, что российский форвард добивается таких высоких результатов в эпоху, когда забивать стало намного труднее, поскольку команды стали уделять гораздо большее внимание защите своих ворот. Средняя результативность клубов после 2005 года значительно ниже, чем в 1980-е и в начале 1990-х годов, на которые пришёлся период расцвета других рекордсменов. За период с 1976 по 1997 годы лишь в двух сезонах средняя результативность команд лиги была менее трёх шайб за игру, обычными были показатели от 3,3 до 3,9. В дебютном для Овечкина сезоне 2005—2006 средняя результативность клубов составляла 3,08 шайб за игру, а в следующих сезонах постепенно снижалась до уровня 2,72—2,74 (в сезоне 2018—2019 она составила 3,01). Средний процент отражённых вратарями бросков в 1983 году был на уровне 0,875, к середине 1990-х он повысился до 0,9, а в период с 2006 по 2015 годов вырос с 0,905 до 0,914. Снижение средней результативности напрямую отразилось и на рекордных показателях бомбардиров. Так, например, в урожайном для нападающих сезоне 1992—1993 14 игроков забили не менее 50 голов и 21 хоккеист набрал свыше 100 очков. А за все двадцать сезонов, проведённых Овечкиным в НХЛ, рубеж в 50 шайб покорялся снайперам 36 раз, а показателя в 100 очков игроки достигали 72 раза. Но, хотя забивать стало значительно труднее, по среднему количеству забитых голов за игру (0,62) Овечкин занимает седьмое место за всю историю НХЛ. Из хоккеистов последних десятилетий его опережают только Майк Босси, Марио Лемьё и Павел Буре, а среди действующих — Остон Мэттьюс (ещё двое лидеров — Си Деннени и Бэйб Дай, играли до Второй мировой войны), при этом Овечкин с большим отрывом лидирует среди остальных действующих хоккеистов. За двадцать сезонов с момента своего дебюта в НХЛ Овечкин забросил 897 шайб, сильно опережая всех конкурентов (у ближайшего из них, Сидни Кросби, на 272 гола меньше).
Овечкин занимает третье место в истории НХЛ по проведённым силовым приёмам. Чаще него их применяли только Кэл Клаттербак и Мэтт Мартин.
Из-за своей жёсткой и контактной игры Овечкин подвергается критике со стороны СМИ. Александр играет на грани дозволенного, часто применяя столкновения «лоб в лоб». Одно из таких столкновений, между ним и его бывшим одноклубником Джейми Хьюардом, завершилось для последнего сотрясением мозга, а Овечкин был оштрафован руководством НХЛ. Нередко травмы получает и сам Александр. Например, за время карьеры ему 5 раз ломали нос. «Я думаю, что он играет на грани, но я также думаю, что он должен продолжать играть так, чтобы быть тем, кем он является — сказал защитник „Чикаго Блэкхокс“ Брайан Кэмпбелл — возможно это не нравится другим игрокам или руководству Лиги, но, если бы он играл со мной в одной команде, я бы не хотел, чтобы он менялся».
После того, как Овечкин поставил мировой рекорд, забив 895-ю шайбу, побив этим предыдущий рекорд канадского хоккеиста Уэйна Гретцки, мэру Москвы Сергею Собянину было предложено переименовать станцию метро «Спортивная» в «Овечкино».

## Вне хоккея
Овечкин живёт в Арлингтоне, штат Виргиния. Первые годы в США он жил вместе с отцом, Михаилом. Позже, после того, как Александр уволил своего агента, переезжать хоккеисту в США помогала его мать, пожертвовав постом президента женского баскетбольного клуба «Динамо». Михаил также живёт в Арлингтоне. Он занимается монтажом видеосъёмок игр клуба ЖНБА «Вашингтон Мистикс». К 2008 году Александр и его мать привыкли к жизни в Америке, но по окончании карьеры Овечкина планировали вернуться в Россию.
В 2008 году СМИ обратило внимание на конфликт Овечкина с другим молодым российским хоккеистом, нападающим «Питтсбурга» Евгением Малкиным. Первое столкновение произошло 23 января 2008 года в матче «Питтсбурга» и «Вашингтона». Овечкин применил против Малкина жёсткий силовой приём, после чего врезался спиной в борт. На вбрасывании россияне попытались начать драку, но их разняли. После этого инцидента Александр играл против Евгения с особой жёсткостью, причём сам Малкин заявлял, что не знает причин столь грубой игры против него. Резких заявлений в прессе хоккеисты не делали, отдавая должное игре друг друга. Овечкин заявлял, что никакого конфликта между ними нет и это домыслы журналистов. В конце 2008 года появились слухи, что вражда хоккеистов началась из-за того, что в одном из московских ночных клубов Овечкин ударил агента Малкина Геннадия Ушакова. Примирение россиян произошло на Матче всех звёзд 2009. Вначале они просто пожали руки, после чего их окончательно помирил Илья Ковальчук. На следующий день Малкин помог Овечкину выиграть один из конкурсов «Суперскиллз» — на самый эффектный буллит. По задумке Александра он должен был забросить его, держа в руках по клюшке, в ковбойской шляпе и тёмных очках. Евгений одолжил ему свою клюшку и помог надеть остальное. Примирение Малкина и Овечкина дало возможность тренерскому штабу сборной России рассмотреть вариант их игры в одном звене на Олимпиаде в Ванкувере.
Хобби Овечкина — коллекционирование клюшек, в том числе с автографами известных хоккеистов (в его коллекции есть клюшки таких игроков, как Уэйн Гретцки, Сидни Кросби, Марио Лемьё, Здено Хара), свою клюшку он сделал самостоятельно. Другое увлечение хоккеиста — автомобили и быстрая езда на них. Любимое место отдыха — Турция. Из музыки предпочитает хип-хоп и R'n'B. Помимо хоккея Овечкину нравятся такие виды спорта, как баскетбол и футбол. Любимые футбольные клубы — «Динамо» (Москва), «Барселона» и «Ливерпуль».
Александр Овечкин — официальное лицо хоккейных симуляторов NHL 07, NHL 21 от EA Sports и NHL 2K10 от 2K Games, а также появился на обложке русской версии NHL 09. 8 апреля 2009 года Овечкин подписал контракт с производителем батареек Energizer. Основная рекламная кампания прошла осенью 2009 года. Также Овечкин, совместно с Reebok, имеет собственную линию одежды — «A8». В 2008 году Александр появился в клипе Влада Топалова на песню «Perfect Criminal». Овечкин был послом Олимпиады 2014 года в Сочи. В 2010 году он занял пост советника президента в ОХК «Динамо». В этом же году подписал контракт с компанией Procter&Gamble, по условиям которого рекламирует продукцию для бритья Gillette.
Овечкин занял 2-е место в списке самых богатых звёзд России за 2009 год, составленный журналом Forbes. Доход хоккеиста составил $ 12 млн.
В честь Александра Овечкина назван астероид (257261) Ovechkin, открытый российским астрономом Леонидом Елениным 31 марта 2009 года.
В 2011 году восковая фигура Овечкина была установлена в музее мадам Тюссо.
В начале апреля 2015 года в Вашингтоне появился двухэтажный автобус в честь Александра Овечкина. Российский хоккеист стал вторым после игрока в американский футбол Джо Тейсманна спортсменом, удостоенным «мобильного памятника» в Вашингтоне.
По результатам 2017 года Овечкин возглавил топ-10 журнала «Forbes» российских знаменитостей шоу-бизнеса и спорта. Его доход составил $ 14 млн.
В июле 2018 года Овечкин был признан лучшим спортсменом года Америки и удостоен премии ESPY (Excellence in Sports Performance Yearly Award), учреждённой авторитетным спортивным телеканалом ESPN. Он стал первым хоккеистом НХЛ, а также вторым спортсменом-европейцем, удостоенным этой награды.
В октябре 2018 года Александр Овечкин стал официальным лицом игры World of Warships компании Wargaming и снялся в промо-ролике для официального YouTube канала игры. Ролик с лозунгом Прояви Себя рассказывает об упорстве в достижении поставленной цели.
По результатам 2018 года Александр Овечкин возглавил рейтинг российских знаменитостей шоу-бизнеса и спорта журнала «Forbes». Его доход составил $ 14,5 млн.
В мае 2021 года Александр Овечкин инвестировал личные средства в женскую американскую футбольную команду «Вашингтон Спирит», выступающей в NWSL.
25 июня 2022 сыграл в товарищеском матче в составе футбольного «Динамо» с ФК «Амкал» (5 : 0) — забил первый гол и был заменён на 11-й минуте.
17 июля 2025 года Овечкину присудили премию ESPY в номинации «Рекордное достижение» за новый рекорд по числу голов в регулярных чемпионатах НХЛ. Он стал первым в истории хоккеистом, получившим награду в этой категории, а также первым хоккеистом с двумя наградами ESPY в основных номинациях. Также Овечкин был номинирован на премию имени Мухаммеда Али за гуманитарную деятельность в спорте.

### Общественная и политическая деятельность
В декабре 2014 года стало известно, что Овечкин занимается благотворительностью. Он опекает детские дома в России, закупая для них хоккейную форму. В январе 2015 года Овечкин передал автомобиль, полученный им в подарок от компании Honda, детской хоккейной школе Cool Cats в Виргинии, где занимаются в том числе дети с ограниченными возможностями.
В декабре 2015 Овечкин получил приз журнала Washingtonian «Вашингтонец года» за работу с детьми, требующими специального внимания.
В ноябре 2017 года Александр Овечкин создал и финансировал неформальное патриотическое движение Putin Team, в ходе президентских выборов 2018 года выступавшее в поддержку Владимира Путина. В первые дни к Putin Team присоединились такие известные люди, как Илья Ковальчук, Николай Басков, Анастасия Заворотнюк, Евгений Плющенко, Полина Гагарина, Елена Исинбаева, Евгений Малкин.
В конце февраля 2022 года, после российского вторжения на Украину, на пресс-конференции в США выступил с призывом к миру. «Это (Путин) мой президент. Но, как уже говорил, я не политик. Я просто спортсмен. И очень надеюсь, что всё это скоро закончится. Но не могу ни на что повлиять».
В июне 2023 года президент России Владимир Путин объявил Овечкину благодарность «за трудовые успехи и многолетнюю добросовестную работу».

### Личная жизнь
Личная жизнь Овечкина всегда привлекала внимание СМИ, отслеживавших не только спортивные успехи, но и отношения звёздного хоккеиста с женщинами. Среди тех, кого пресса объявляла девушками Овечкина — телеведущая Виктория Лопырёва, певица Жанна Фриске, солистка Black Eyed Peas Ферги. Сам хоккеист заявил, что женится только на девушке из России.
С конца 2011 года появились сообщения, что Овечкин встречается с теннисисткой Марией Кириленко. Пара познакомилась на одном из матчей US Open: «Я подошёл к Наде Петровой во время её разминки на парный матч, который они играли вместе с Машей. Мы разговорились с Машей, обменялись телефонами, и после этого всё пошло-поехало». В декабре 2012 года Овечкин и Кириленко объявили о помолвке, но свадьба не состоялась — в июле 2014 года пара рассталась по инициативе Кириленко.
В возрасте 30 лет Овечкин женился на модели Анастасии Шубской, дочери актрисы и режиссёра Веры Глаголевой. Их отношения начались в марте 2015 года, а 11 сентября 2015 пара объявила о помолвке, 28 августа 2016 года они зарегистрировали брак. Свадьба состоялась в Барвихе 8 июля 2017 года, в День семьи, любви и верности, за несколько недель до смерти матери Анастасии. 18 августа 2018 года в семье родился сын Сергей, названный в честь старшего брата хоккеиста. 27 мая 2020 года у пары родился сын Илья.

## Статистика
| Легенда | Легенда                    | Легенда | Легенда                   | Легенда | Легенда    |
| ------- | -------------------------- | ------- | ------------------------- | ------- | ---------- |
| И       | Количество проведённых игр | Штр     | Штрафное время            | +/−     | Плюс-минус |
| Г       | Голы                       | П       | Голевые передачи          | О       | Очки       |
| -       | Статистика неизвестна      | —       | Статистика не учитывалась |         |            |

### Клубная карьера
|             |                    |             |      | Регулярный сезон | Регулярный сезон | Регулярный сезон | Регулярный сезон | Регулярный сезон | Регулярный сезон |    | Плей-офф | Плей-офф | Плей-офф | Плей-офф | Плей-офф | Плей-офф |
| Сезон       | Команда            | Лига        | И    | Г                | П                | О                | +/−              | Штр              | И                | Г  | П        | О        | +/−      | Штр      |          |          |
| 2001/02     | Динамо Москва      | РСЛ         | 21   | 2                | 2                | 4                | −3               | 4                | 3                | 0  | 0        | 0        | −3       | 0        |          |          |
| 2002/03     | Динамо Москва      | РСЛ         | 40   | 8                | 7                | 15               | 1                | 28               | 5                | 0  | 0        | 0        | 1        | 2        |          |          |
| 2003/04     | Динамо Москва      | РСЛ         | 53   | 13               | 10               | 23               | 7                | 4                | 3                | 0  | 0        | 0        | 0        | 2        |          |          |
| 2004/05     | Динамо Москва      | РСЛ         | 37   | 13               | 14               | 27               | 26               | 32               | 10               | 2  | 4        | 6        | 4        | 31       |          |          |
| 2005/06     | Вашингтон Кэпиталз | НХЛ         | 81   | 52               | 54               | 106              | 2                | 52               | —                | —  | —        | —        | —        | —        |          |          |
| 2006/07     | Вашингтон Кэпиталз | НХЛ         | 82   | 46               | 46               | 92               | −19              | 52               | —                | —  | —        | —        | —        | —        |          |          |
| 2007/08     | Вашингтон Кэпиталз | НХЛ         | 82   | 65               | 47               | 112              | 28               | 40               | 7                | 4  | 5        | 9        | −1       | 0        |          |          |
| 2008/09     | Вашингтон Кэпиталз | НХЛ         | 79   | 56               | 54               | 110              | 8                | 72               | 14               | 11 | 10       | 21       | 10       | 8        |          |          |
| 2009/10     | Вашингтон Кэпиталз | НХЛ         | 72   | 50               | 59               | 109              | 45               | 89               | 7                | 5  | 5        | 10       | 5        | 0        |          |          |
| 2010/11     | Вашингтон Кэпиталз | НХЛ         | 79   | 32               | 53               | 85               | 24               | 41               | 9                | 5  | 5        | 10       | −1       | 10       |          |          |
| 2011/12     | Вашингтон Кэпиталз | НХЛ         | 78   | 38               | 27               | 65               | −8               | 26               | 14               | 5  | 4        | 9        | −2       | 8        |          |          |
| 2012/13     | Динамо Москва      | КХЛ         | 31   | 19               | 21               | 40               | 13               | 14               | —                | —  | —        | —        | —        | —        |          |          |
| 2012/13     | Вашингтон Кэпиталз | НХЛ         | 48   | 32               | 24               | 56               | 2                | 36               | 7                | 1  | 1        | 2        | −2       | 4        |          |          |
| 2013/14     | Вашингтон Кэпиталз | НХЛ         | 78   | 51               | 28               | 79               | 16               | 48               | —                | —  | —        | —        | —        | —        |          |          |
| 2014/15     | Вашингтон Кэпиталз | НХЛ         | 81   | 53               | 28               | 81               | 10               | 58               | 14               | 5  | 4        | 9        | −3       | 6        |          |          |
| 2015/16     | Вашингтон Кэпиталз | НХЛ         | 79   | 50               | 21               | 71               | 2                | 53               | 12               | 5  | 7        | 12       | 3        | 2        |          |          |
| 2016/17     | Вашингтон Кэпиталз | НХЛ         | 82   | 33               | 36               | 69               | −2               | 50               | 13               | 5  | 3        | 8        | −4       | 8        |          |          |
| 2017/18     | Вашингтон Кэпиталз | НХЛ         | 82   | 49               | 38               | 87               | +3               | 32               | 24               | 15 | 12       | 27       | 8        | 8        |          |          |
| 2018/19     | Вашингтон Кэпиталз | НХЛ         | 81   | 51               | 38               | 89               | 7                | 40               | 7                | 4  | 5        | 9        | −2       | 19       |          |          |
| 2019/20     | Вашингтон Кэпиталз | НХЛ         | 68   | 48               | 19               | 67               | −12              | 30               | 8                | 4  | 1        | 5        | −1       | 2        |          |          |
| 2020/21     | Вашингтон Кэпиталз | НХЛ         | 45   | 24               | 18               | 42               | −7               | 12               | 5                | 2  | 2        | 4        | −2       | 2        |          |          |
| 2021/22     | Вашингтон Кэпиталз | НХЛ         | 77   | 50               | 40               | 90               | 8                | 18               | 6                | 1  | 5        | 6        | −3       | 0        |          |          |
| 2022/23     | Вашингтон Кэпиталз | НХЛ         | 73   | 42               | 33               | 75               | −16              | 48               | —                | —  | —        | —        | —        | —        |          |          |
| 2023/24     | Вашингтон Кэпиталз | НХЛ         | 79   | 31               | 34               | 65               | −22              | 20               | 4                | 0  | 0        | 0        | −2       | 0        |          |          |
| 2024/25     | Вашингтон Кэпиталз | НХЛ         | 65   | 44               | 29               | 73               | 15               | 14               | 10               | 5  | 1        | 6        | 0        | 6        |          |          |
| Всего в РСЛ | Всего в РСЛ        | Всего в РСЛ | 151  | 36               | 33               | 69               | 31               | 106              | 21               | 2  | 4        | 6        | 2        | 39       |          |          |
| Всего в НХЛ | Всего в НХЛ        | Всего в НХЛ | 1491 | 897              | 726              | 1623             | 60               | 831              | 161              | 77 | 70       | 147      | 3        | 83       |          |          |
| Всего в КХЛ | Всего в КХЛ        | Всего в КХЛ | 31   | 19               | 21               | 40               | 13               | 14               | —                | —  | —        | —        | —        | —        |          |          |

### В сборной
| Год                  | Сборная              | Турнир               | Место                |     | И  | Г  | П  | О  | Штр |
| 2002                 | Россия               | ЮЧМ (до 18)          | 2                    | 8   | 14 | 4  | 18 | 0  |     |
| 2003                 | Россия               | МЧМ (до 20)          | 1                    | 6   | 6  | 1  | 7  | 4  |     |
| 2003                 | Россия               | ЮЧМ (до 18)          | 3                    | 6   | 9  | 4  | 13 | 6  |     |
| 2004                 | Россия               | МЧМ (до 20)          | 5                    | 6   | 5  | 2  | 7  | 25 |     |
| 2004                 | Россия               | ЧМ                   | 10                   | 6   | 1  | 1  | 2  | 0  |     |
| 2004                 | Россия               | КМ                   | 6                    | 2   | 1  | 0  | 1  | 0  |     |
| 2005                 | Россия               | МЧМ (до 20)          | 2                    | 6   | 7  | 4  | 11 | 4  |     |
| 2005                 | Россия               | ЧМ                   | 3                    | 8   | 5  | 3  | 8  | 4  |     |
| 2006                 | Россия               | ОИ                   | 4                    | 8   | 5  | 0  | 5  | 6  |     |
| 2006                 | Россия               | ЧМ                   | 5                    | 7   | 6  | 3  | 9  | 6  |     |
| 2007                 | Россия               | ЧМ                   | 3                    | 8   | 1  | 2  | 3  | 29 |     |
| 2008                 | Россия               | ЧМ                   | 1                    | 9   | 6  | 6  | 12 | 8  |     |
| 2010                 | Россия               | ОИ                   | 6                    | 4   | 2  | 2  | 4  | 2  |     |
| 2010                 | Россия               | ЧМ                   | 2                    | 9   | 5  | 1  | 6  | 6  |     |
| 2011                 | Россия               | ЧМ                   | 4                    | 5   | 0  | 0  | 0  | 4  |     |
| 2012                 | Россия               | ЧМ                   | 1                    | 3   | 2  | 2  | 4  | 2  |     |
| 2013                 | Россия               | ЧМ                   | 6                    | 1   | 1  | 1  | 2  | 0  |     |
| 2014                 | Россия               | ОИ                   | 5                    | 5   | 1  | 1  | 2  | 0  |     |
| 2014                 | Россия               | ЧМ                   | 1                    | 9   | 4  | 7  | 11 | 8  |     |
| 2015                 | Россия               | ЧМ                   | 2                    | 2   | 1  | 1  | 2  | 0  |     |
| 2016                 | Россия               | ЧМ                   | 3                    | 6   | 1  | 1  | 2  | 2  |     |
| 2016                 | Россия               | КМ                   | 3-4                  | 4   | 1  | 2  | 3  | 6  |     |
| 2019                 | Россия               | ЧМ                   | 3                    | 10  | 2  | 1  | 3  | 2  |     |
| Всего (юниор.)       | Всего (юниор.)       | Всего (юниор.)       | Всего (юниор.)       | 14  | 23 | 8  | 31 | 6  |     |
| Всего (мол.)         | Всего (мол.)         | Всего (мол.)         | Всего (мол.)         | 18  | 18 | 7  | 25 | 33 |     |
| Всего (осн. сборная) | Всего (осн. сборная) | Всего (осн. сборная) | Всего (осн. сборная) | 106 | 45 | 34 | 79 | 89 |     |

### Матчи всех звёзд
| Год              | Место проведения |   | Г  | П  | О |
| 2007             | Даллас           | 1 | 0  | 1  |   |
| 2008             | Атланта          | 2 | 0  | 2  |   |
| 2009             | Монреаль         | 1 | 2  | 3  |   |
| 2011             | Роли             | 1 | 1  | 2  |   |
| 2015             | Колумбус         | 0 | 3  | 3  |   |
| 2017             | Лос-Анджелес     | 1 | 1  | 2  |   |
| 2018             | Тампа            | 1 | 1  | 2  |   |
| 2023             | Санрайз          | 1 | 2  | 3  |   |
| Всего (8 матчей) | Всего (8 матчей) | 8 | 10 | 18 |   |

## Достижения

### Командные
Суперлига/КХЛ
| Год  | Команда       | Достижение     |
| ---- | ------------- | -------------- |
| 2005 | Динамо Москва | Чемпион России |
| 2013 | Динамо Москва | Кубок Гагарина |

НХЛ
| Год              | Команда            | Достижение              |
| ---------------- | ------------------ | ----------------------- |
| 2010, 2016, 2017 | Вашингтон Кэпиталз | Президентский Кубок (3) |
| 2018             | Вашингтон Кэпиталз | Приз принца Уэльского   |
| 2018             | Вашингтон Кэпиталз | Кубок Стэнли            |

В сборной
| Год                    | Команда         | Достижение                                    |
| ---------------------- | --------------- | --------------------------------------------- |
| 2002                   | Россия (юниор.) | Серебряный призёр Юниорского чемпионата мира  |
| 2003                   | Россия (юниор.) | Бронзовый призёр Юниорского чемпионата мира   |
| 2003                   | Россия (мол.)   | Победитель Молодёжного чемпионата мира        |
| 2005                   | Россия (мол.)   | Серебряный призёр Молодёжного чемпионата мира |
| 2008, 2012, 2014       | Россия          | Чемпион мира (3)                              |
| 2004/2005              | Россия          | Победитель Еврохоккейтура (1)                 |
| 2010, 2015             | Россия          | Серебряный призёр чемпионата мира (2)         |
| 2005, 2007, 2016, 2019 | Россия          | Бронзовый призёр чемпионата мира (4)          |

### Личные
НХЛ
| Год                                                                          | Команда            | Награда                                                             |
| ---------------------------------------------------------------------------- | ------------------ | ------------------------------------------------------------------- |
| 2006                                                                         | Вашингтон Кэпиталз | Попадание в Сборную лучших новичков НХЛ                             |
| 2006, 2007, 2008, 2009, 2010, 2013, 2015, 2019                               | Вашингтон Кэпиталз | Попадание в первую Сборную всех звёзд НХЛ (8)                       |
| 2011, 2013, 2014, 2016                                                       | Вашингтон Кэпиталз | Попадание во вторую Сборную всех звёзд НХЛ (4)                      |
| 2010, 2020                                                                   | Вашингтон Кэпиталз | Попадание в первую символическую сборную всех звёзд НХЛ десятилетия |
| 2007, 2008, 2009, 2011, 2012, 2015, 2016, 2017, 2018, 2019, 2020, 2022, 2023 | Вашингтон Кэпиталз | Участник Матча всех звёзд НХЛ (13)                                  |
| 2006                                                                         | Вашингтон Кэпиталз | Обладатель «Колдер Трофи»                                           |
| 2008, 2009, 2010                                                             | Вашингтон Кэпиталз | Обладатель «Тед Линдсей Эворд» (3)                                  |
| 2008, 2009, 2013                                                             | Вашингтон Кэпиталз | Обладатель «Харт Трофи» (3)                                         |
| 2008                                                                         | Вашингтон Кэпиталз | Обладатель «Арт Росс Трофи»                                         |
| 2008, 2009, 2013, 2014, 2015, 2016, 2018, 2019, 2020                         | Вашингтон Кэпиталз | Обладатель «Морис Ришар Трофи» (9)                                  |
| 2017                                                                         | Вашингтон Кэпиталз | Включён в список 100 величайших игроков НХЛ                         |
| 2018                                                                         | Вашингтон Кэпиталз | Обладатель «Конн Смайт Трофи»                                       |
| 2025                                                                         | Вашингтон Кэпиталз | Обладатель Приза Марка Мессье                                       |

В сборной
| Год        | Команда       | Награда                                                                  |
| ---------- | ------------- | ------------------------------------------------------------------------ |
| 2005       | Россия (мол.) | Лучший нападающий молодёжного чемпионата мира                            |
| 2006       | Россия        | Попадание в Сборную всех звёзд Олимпийских игр                           |
| 2006, 2008 | Россия        | Попадание в Сборную всех звёзд чемпионата мира по версии журналистов (2) |

Другие
| Год                                                  | Награда                                                                                         |
| ---------------------------------------------------- | ----------------------------------------------------------------------------------------------- |
| 2009                                                 | Заслуженный мастер спорта России                                                                |
| 2006, 2007, 2008, 2009, 2010, 2014, 2015, 2018, 2025 | Обладатель «Харламов Трофи» (9)                                                                 |
| 2018                                                 | Лучший спортсмен года по версии ESPN (ESPY Award)                                               |
| 2018, 2019                                           | Лучший игрок НХЛ по версии ESPN (ESPY Award) (2)                                                |
| 2025                                                 | Лучшее спортивное достижение сезона/рекорд года по версии ESPN (ESPY Award)                     |
| 2018                                                 | Лучший гол года по версии НХЛ                                                                   |
| 2019                                                 | Обладатель приза имени Уэйна Гретцки (за большой вклад в развитие и популяризацию хоккея в США) |
| 2007, 2021                                           | Спортсмен с обложки EA Sports NHL                                                               |

## Рекорды и статистические показатели
(данные по состоянию на 24.05.2025)

### Среди игроков НХЛ
- 1-й игрок, завоевавший «Арт Росс Трофи», «Морис Ришар Трофи», «Лестер Пирсон Эворд» и «Харт Трофи», а также один из двух хоккеистов (наряду с Коннором Макдэвидом (2022—2023), выигравший все четыре приза в одном сезоне (2007—2008)
- 1-й и единственный по количеству «Морис Ришар Трофи» — 9 (приз вручается с сезона 1998—1999)
- 1-й и единственный хоккеист, девять раз становившийся лучшим снайпером регулярного чемпионата[314]
- 1-й российский хоккеист, выгравший Приз Марка Мессье
- 2-й игрок в истории НХЛ, который выигрывал один трофей 9 раз. Уступает только Уэйну Гретцки (выигрывал «Арт Росс Трофи» 10 раз, «Харт Трофи» 9 раз)
- Один из двух хоккеистов, ставший лучшим снайпером регулярного чемпионата, лучшим снайпером плей-офф и самым ценным игроком розыгрыша Кубка Стэнли в одном сезоне (наряду с Реджи Личем в сезоне 1975-76)
- 4-й игрок в истории, выигравший 3 «Харт Трофи» и «Конн Смайт Трофи» (наряду с Бобби Орром, Уэйном Гретцки и Марио Лемьё)[315]
- 2-й после Уэйна Гретцки по количеству индивидуальных призов НХЛ — 19[316]
- Единственный игрок, включённый в Сборную всех звёзд НХЛ в каждом из своих первых пяти сезонов (2006—2010)
- Стал 43-м игроком в истории НХЛ, забившим 500 голов в регулярных чемпионатах
- Стал 20-м игроком в истории НХЛ, забившим 600 голов в регулярных чемпионатах
- Стал 8-м игроком в истории НХЛ, забившим 700 голов в регулярных чемпионатах
- Стал 4-м игроком в истории НХЛ, забившим 750 голов в регулярных чемпионатах
- Стал 3-м игроком в истории НХЛ забившим 800 голов в регулярных чемпионатах
- Стал 2-м игроком в истории НХЛ забившим 850 голов в регулярных чемпионатах
- Стал 84-м игроком в истории НХЛ, набравшим 1000 очков в регулярных чемпионатах
- 1-е место по количеству голов в овертайме — 27[317]
- 6-е место по количеству очков в овертайме — 41 (наряду с Эриком Карлссоном)[318]
- 2-й по возрасту хоккеист, забивший 750 шайб — 36 лет (моложе был только Гретцки, 31 год)[175]
- 2-й по возрасту хоккеист, забивший 800 шайб — 37 лет (моложе был только Гретцки, 33 года)[319]
- 2-й по возрасту хоккеист, забивший 850 шайб — 38 лет (моложе был только Гретцки, 36 лет)
- 26-е место в НХЛ по количеству игр в регулярных чемпионатах — 1491[320]
- 11-е место по количеству очков в регулярных чемпионатах — 1623 (897+726)
- 1-е место по количеству голов в регулярных чемпионатах — 897
- 2-е место по количеству голов в регулярных чемпионатах и плей-офф — 974[321]
- 2-е место по количеству голов в равных составах — 566 (наряду с Горди Хоу)
- 1-е место по количеству голов на выезде в регулярных чемпионатах — 457[322][323]
- 2-е место среди крайних нападающих по количеству очков на выезде в регулярных чемпионатах — 784
- 1-е место по количеству голов в большинстве — 326
- 1-е место по голам в большинстве в домашних матчах — 159
- 1-е место по голам в большинстве на выезде — 167[324][325]
- 1-е место по количеству победных голов — 136
- 1-е место по количеству голов, забитых в победных матчах — 642
- 1-е место по голам, сравнявшим счёт — 150
- 1-е место по голам, открывавшим счёт в матче — 150[326]
- 1-е место по голам в пустые ворота — 65[327]
- 1-е место по количеству голов в пустые ворота за сезон — 9 (2021—2022) (наряду с Павлом Буре (1999—2000)
- 1-е место по количеству бросков в створ — 6864
- 1-е место по количеству бросков в створ в регулярных чемпионах и плей-офф — 7539
- 7-е место по показателю «голы за игру» — 0,602 (второй показатель среди действующих хоккеистов НХЛ)[235]
- 5-е место по количеству хет-триков — 32 ((наряду с Филом Эспозито), (лучший показатель среди действующих хоккеистов)[328]
- 1-е место по количеству игр с голами в регулярных чемпионатах — 682
- 2-е место по количеству игр с двумя и более голами — 179[329]
- 1-е место по количеству гостевых игр с двумя и более голами — 100[330]
- 1-е место по количеству игр с голами и в большинстве, и в равных составах — 91[331]
- 1-е место по голам за один клуб — 897[332]
- 1-е место по количеству голов в регулярных чемпионатах, забитых в XXI веке — 897
- 2-е место по количеству очков в регулярных чемпионатах, набранных в XXI веке — 1623
- 1-е место по количеству разных вратарей в регулярных чемпионатах, пропустивших голы — 184
- 1-е место по количеству голов за сезон среди левых нападающих — 65 (2007—2008)
- 1-е место по количеству бросков за сезон среди левых нападающих — 528 (2008—2009)
- 1-е место по количеству очков среди левых нападающих — 1623
- 1-е место по количеству очков за сезон среди левых нападающих новичков — 106 (2005—2006)
- 3-е место по количеству заброшенных шайб среди новичков — 52 (2005—2006)
- 1-е место по количеству бросков за сезон среди новичков — 425 (2005—2006)
- Наибольшее количество результативных игр подряд в начале карьеры в НХЛ — 8 игр (2005—2006)
- 1-й хоккеист, кому удалось начать карьеру с 20 сезонов с 20 и более заброшенными шайбами[176]
- Один из двух хоккеистов, кто смог забить 20 и более голов подряд в 20 сезонах (больше только у Горди Хоу — 22)
- Один из двух хоккеистов, кто смог забить 25 и более голов в 19 сезонах (больше только у Горди Хоу — 20)[333]
- Один из двух хоккеистов, кому удалось начать карьеру с 15 сезонов с 30 и более заброшенными шайбами (наряду с Майком Гартнером)[164]
- 1-й и единственный хоккеист, кто смог забить 30 и более голов в 19 сезонах[334]
- 1-й и единственный хоккеист, кто смог забить 35 и более голов в 15 сезонах[335]
- 1-й и единственный хоккеист, кто смог забить 40 и более голов в 14 сезонах[336][337]
- 1-й и единственный хоккеист, кто смог забить 45 и более голов в 12 сезонах[338][163]
- Один из трёх хоккеистов, кто смог забить 50 и более голов в девяти сезонах (наряду с Майком Босси и Гретцки)[15]
- 1-е место по количеству заброшенных шайб за один календарный месяц (март) — 161
- Один из двух хоккеистов, кто восемь раз забросил не менее 50 шайб за календарный год (2006 (54), 2007 (51), 2008 (60), 2009 (57), 2013 (62), 2015 (57), 2018 (54) и 2022 (52), (наряду с Майком Босси)[339]
- 1-е место по количеству голов в возрасте 30 и более лет — 422
- 1-й из самых возрастных хоккеистов забросивший 50 и более голов за сезон (36 лет 215 дней)
- 1-й игрок, забивший 10 и более победных голов в 5 сезонах[340]
- Наибольшее количество сезонов подряд в статусе лучшего снайпера команды — 20 (2005—2025)
- 2-е место по быстроте гола в овертайме — 6 секунд; (15 декабря 2006 против «Атланты Трэшерз»; наряду с Матсом Сундином (1995), Дэвидом Легуандом (2006), Андреасом Атанасиу (2018), Вильямом Нюландером (2018) и Адрианом Кемпе (2024), (1-е место у Брэндона Монтура — 4 секунды; (2025)[341]
- Победитель конкурса на самый сильный бросок Матча звёзд НХЛ 2018 (163,03 км/ч)[342]
- 3-е место в истории НХЛ по проведённым силовым приёмам — 3743[343](больше только у Кэла Клаттербака — 4029 и Мэтта Мартина — 3936)
- 10-е место в истории НХЛ по количеству победных буллитов в послематчевых сериях — 16 (наряду с Филом Кесселом)[344][345]
- 12-е место по количеству голов в плей-офф — 77
- 5-е место по количеству голов в большинстве в плей-офф — 31
- 1-е место среди левых нападающих по количеству голов в плей-офф — 77
- 1-й игрок, включённый одновременно в первую и вторую Сборную всех звёзд НХЛ (2012—2013)
- Один из двух хоккеистов по количеству месяцев в НХЛ с 100+ голами (наряду с Гретцки) — 7

### Среди игроков «Вашингтон Кэпиталз»
- Наибольшее количество очков — 1623 (897+726)
- Наибольшее количество голов — 897
- Наибольшее количество матчей — 1491
- Наибольшее количество победных шайб — 136
- Наибольшее количество очков в плей-офф — 147 (77+70)
- Наибольшее количество голов в плей-офф — 77
- Наибольшее количество матчей в плей-офф — 161
- Наибольшее количество победных шайб в плей-офф — 11
- Наибольшее количество голов в большинстве в плей-офф — 31
- Наибольшее количество бросков в створ в плей-офф — 675
- Наибольшее количество голов за сезон — 65 (2007—2008)
- Наибольшее количество голов за сезон плей-офф — 15 (2017—2018)
- Наибольшее количество очков, набранных новичком за сезон — 106 (52+54 в 2005—2006)
- Наибольшее количество голов, забитых новичком за сезон — 52 (2005—2006)
- Наибольшее количество голов в большинстве за сезон — 25 (2014—2015)
- Наибольшее количество голов в овертайме за сезон — 3 (2010—2011, 2013—2014, 2017—2018) (делит с Майком Грином)
- Наибольшее количество бросков в створ за сезон — 528 (2008—2009)
- Наибольшее количество бросков в створ в плей-офф за сезон — 99 (2017—2018)
- Наибольшее количество сезонов за клуб с 50 и более заброшенными шайбами — 9
- Наибольшее количество сезонов за клуб со 100 и более очками — 4
- Наибольшее количество хет-триков — 32[346]
- Наибольшее количество игр с двумя и более голами — 179[347]
- Наибольшее количество игр с четырьмя и более очками — 32[348]
- Наибольшее количество игр с тремя и более очками — 140[349]
- Самый возрастной хоккеист, сделавший хет-трик — 39 лет 159 дней

### Среди европейских хоккеистов НХЛ
- Единственный европеец, выбранный под первым номером на драфте и выигравший Кубок Стэнли в качестве капитана команды
- Единственный европейский форвард, выигравший Кубок Стэнли в качестве капитана команды
- Первое место по количеству индивидуальных призов НХЛ — 19
- Наибольшее количество Харт Трофи — 3
- 2-е место по количеству очков в регулярных чемпионатах — 1623 (897+726)
- 1-е место по количеству голов в регулярных чемпионатах — 897
- 1-е место по количеству победных голов — 136
- Первое место по количеству хет-триков — 32
- Первое место по количеству игр с двумя и более голами — 179[350]
- 2-е место по количеству игр с двумя и более очками — 450[350][351]
- 3-е место по количеству голов в плей-офф — 77
- 1-е место по количеству голов в большинстве в плей-офф — 31
- 3-е место по количеству бросков в створ ворот в плей-офф — 675
- Первое место по голам в пустые ворота — 65
- Первое место по проведённым силовым приёмам — 3743
- Первое место по количеству сезонов с 20 голами — 20
- Первое место по количеству сезонов с 25 голами — 19
- Первое место по количеству сезонов с 30 голами — 19
- Первое место по количеству сезонов с 35 голами — 15
- Первое место по количеству сезонов с 40 голами — 14
- Первое место по количеству сезонов с 45 голами — 12
- Первое место по количеству сезонов с 50 голами — 9

### Среди российских хоккеистов

#### в НХЛ
- Наибольшее количество голов — 897[16]
- Наибольшее количество очков — 1623[16]
- 2-е место по количеству результативных передач — 726[16][352]
- Наибольшее количество сыгранных матчей — 1491[16][353]
- Наибольшее количество сыгранных матчей в составе одного клуба — 1491
- Наибольшее количество голов в плей-офф — 77[354]
- Наибольшее количество голов в большинстве в плей-офф — 31
- Наибольшее количество победных голов — 136
- Наибольшее количество очков за сезон среди новичков — 106 (2005-06)
- Наибольшее количество голов за сезон среди новичков — 52 (2005—2006)
- Наибольшее количество бросков в створ ворот в плей-офф — 675
- Наибольшее количество шайб в пустые ворота — 65[355]
- Наибольшее количество сезонов с 50 и более заброшенными шайбами — 9
- 2-е место по количеству сезонов со 100 и более очками — 4 (больше только у Никиты Кучерова — 5)
- Один из трёх российских хоккеистов, награждённых «Конн Смайт Трофи» (наряду с Евгением Малкиным и Андреем Василевским)
- Первый и единственный российский хоккеист, завоевавший Кубок Стэнли в качестве капитана команды
- Наибольшее количество «Лестер Пирсон Эворд» — 3
- Наибольшее количество «Харт Трофи» — 3
- Наибольшее количество индивидуальных призов НХЛ — 19

- Наибольшее количество хет-триков — 32[328]
- Наибольшее количество игр с двумя и более голами — 179[356]
- Наибольшее количество игр с тремя и более очками — 140[357][358]
- 2-е место по количеству игр с четырьмя и более очками — 32 (больше только у Никиты Кучерова — 33)[359]
- Один из семи российских хоккеистов (наряду с Сергеем Гончаром, Алексеем Житником, Сергеем Зубовым, Алексеем Ковалёвым, Вячеславом Козловым и Сергеем Фёдоровым) которому удалось сыграть 1000 матчей в регулярных чемпионатах НХЛ[360][361]
- Первый российский хоккеист, сыгравший 1000 матчей за один клуб в регулярных чемпионатах НХЛ

#### в сборной России
- Один из пяти российских хоккеистов, трижды ставших чемпионами мира в составе сборной России (наряду с Данисом Зариповым, Дмитрием Калининым, Ильёй Никулиным и Алексеем Терещенко)
- Один из четырёх российских хоккеистов (наряду с Ильёй Ковальчуком, Евгением Малкиным и Сергеем Мозякиным), выигравших на чемпионатах мира как минимум два полных комплекта наград (золотых, серебряных и бронзовых медалей)
- Единственный хоккеист, ставший чемпионом мира под руководством трёх разных главных тренеров — Вячеслава Быкова (2008), Зинэтулы Билялетдинова (2012) и Олега Знарка (2014).
- Наибольшее количество «Харламов Трофи» — 8
- Первое место среди российских и советских хоккеистов по общему числу очков за карьеру — 1649[362].[нет в источнике][уточнить]